# دیوان حافظ
دیوان حافظ کتابی است مشتمل بر همه اشعار باقی‌مانده از حافظ. بیشترِ این شعرها به زبان فارسی است، اما اشعار ملمع (به زبان فارسی و عربی) و یک غزل تمام عربی هم در آن به چشم می‌خورد. مهمترین بخش این دیوان، غزلیات است. شعرهایی در دیگر قالب‌های شعری مانند قطعه، قصیده، مثنوی و رباعی هم در این دیوان هست. هیچ نشانه‌ای مبنی بر نابودی بخش عمده‌ای از اشعار حافظ در دست نیست و علاوه بر این، حافظ در زمان حیاتش شهرت زیادی داشته‌است؛ بنابراین زیاد نبودنِ تعداد شعرهای موجود در دیوان نشان می‌دهد که او شاعر پرکاری نبوده‌است. شمار همهٔ غزل‌هایی که به‌طور کلی مورد پذیرش واقع شده‌اند، کمتر از ۵۰۰ غزل هستند: ۴۹۵ غزل در ویرایش قزوینی و غنی، ۴۸۶ غزل در ویرایش دوم خانلری و ۴۸۴ غزل در ویرایش سایه.
دیوان حافظ، به احتمال زیاد، نخستین بار پس از مرگ او، توسط محمد گلندام گردآوری شده‌است. البته بعضی از گزارش‌های تأیید نشده حاکی از آن است که حافظ دیوان خود را در ۷۷۰ ه‍. ق، یعنی بیش از بیست سال قبل از مرگش ویرایش کرده‌است. اما هیچ دست‌نویسی از این نسخه وجود ندارد. چندین نسخهٔ خطی شناخته‌شده در ایران، اروپا و جاهای دیگر موجودند که تاریخ آن‌ها از ربع دوم و سوم سدهٔ پانزدهم میلادی، یعنی از سی تا شصت سال پس از مرگ شاعر است و قابل اطمینان‌ترین آن‌ها کمتر از ۵۰۰ شعر دارند؛ درحالی‌که نسخه‌های بعدتر دارای ۶۰۰ شعر و فراتر از آنند. در سال ۱۹۵۸ پرویز ناتل خانلری دست‌نویسی متعلق به حدود ۸۱۳ ه‍.ق منتشر کرد که دربردارندهٔ ۱۵۲ شعر در شرایط متنی خوب است. نسخه‌های خطی اشتقاقی، گاهی با شرح‌های فارسی، ترکی یا اردو، در طول چهار سدهٔ بعدی ادامه یافت. اشعارِ حافظ در چهار قالبِ مثنوی، قصیده، غزل و قطعه هستند. در شعرِ حافظ از ۲۳ وزن و ۱۰ بحرِ عَروضی استفاده شده است.
تا سال ۱۳۶۷ ه‍.ش، ترجمه‌های دیوان یا بخشی از آن به زبان‌های اردو، پنجابی، سندی، عربی، انگلیسی در هند و پاکستان، دیوان و گزیدهٔ آن، و تنظیمِ اشعار برای آواز به زبان‌های انگلیسی، فرانسه، آلمانی، روسی، ارمنی، بلغاری، چکی، چینی، دانمارکی، هلندی، فنلاندی، یونانی، مجاری، ایتالیایی، لاتین، لیتوانیایی، نروژی، لهستانی، پرتغالی، رومانیایی، صربی، سوئدی، اسپانیایی و ترکی در این سال‌ها به‌دست آمده‌است.
به‌گفتهٔ یارشاطر، هیچ شاعرِ ایرانیِ دیگری اینچنین موردِ تجزیه و تحلیل، تفسیر و تعبیرِ بسیار قرار نگرفته‌است. در هیچ شاعرِ فارسیِ دیگری نمی‌توان چنین ترکیبی از تخیلِ بارور، بیانِ ادبی، انتخابِ مناسبِ کلمات و عباراتِ خوش‌آهنگِ ابریشمین را یافت. وی عمیقاً بر گروهِ بعدیِ غزل‌سرایان اثر گذاشت. در فاصلهٔ چهارصدسالهٔ تدوین دیوان در دههٔ آخر سدهٔ هشتم هجری تا چاپش در کلکته در سال ۱۲۰۶ ه‍.ق/۱۷۹۱ م، بنابر گزارش کارشناسان و فهرست‌نگاران، این کتاب بیش از هر اثر ادبی دیگر کتابت و نسخه‌برداری شده است. تعداد نسخه‌های خطی دیوان حافظ حدود ۱۷۰۰ نسخه است که نه تنها در ایران، بلکه در گسترهٔ جغرافیایی زبان فارسی و در میان همهٔ طبقات اجتماعی و حتی حاکمان پراکنده است و از نظر شمار مخاطبان فارسی‌زبان توانسته بر تمامی آثار بزرگ ادب فارسی پیشی گیرد. آنچه که از اشعارِ حافظ به چاپ رسیده، دربردارندهٔ مجموعه‌های ناقص و کامل، غیرانتقادی و انتقادی، چاپِ سنگی، خوشنویسی‌شده، نسخه‌برگردان و حروف‌چینی چاپی است. تا سال ۱۳۶۷ ه‍.ش دست‌کم ۳۰۰ نسخهٔ چاپی از دیوان فهرست شده‌اند و پس از آن نیز چاپ‌های بسیارِ دیگری منتشر شده‌اند. اثرگذاریِ حافظ بر زندگیِ ایرانیان را می‌توان در استمرارِ محبوبیتِ اشعارش از نسل‌های گذشته تاکنون و به‌کار رفتنِ این اشعار در گفتگوهای روزمره مشاهده کرد. این جاودانگی و محبوبیت، موجبِ بازتابِ بی‌همتایی در فرهنگ و هنرِ پارسی‌زبانان شده و در آثارِ خوشنویسان، نگارگران، قالی‌بافان و هنرمندانِ بسیاری نمود پیدا کرده‌است.

## گردآوری‌کنندهٔ دیوان و مقدمه‌اش
دیوان حافظ، به احتمال زیاد، نخستین بار پس از مرگ او، توسط محمد گلندام گردآوری شده‌است. البته بعضی از گزارش‌های تأیید نشده حاکی از آن است که حافظ دیوان خود را در ۷۷۰ ه‍. ق، یعنی بیش از بیست سال قبل از مرگش ویرایش کرده‌است. اما هیچ دست‌نویسی از این نسخه وجود ندارد. چندین نسخهٔ خطی شناخته‌شده در ایران، اروپا و جاهای دیگر موجودند که تاریخ آن‌ها از ربع دوم و سوم سدهٔ پانزدهم میلادی، یعنی از سی تا شصت سال پس از مرگ شاعر است و قابل اطمینان‌ترین آن‌ها کمتر از ۵۰۰ شعر دارند، درحالی‌که نسخه‌های بعدتر دارای ۶۰۰ شعر و فراتر از آنند. در سال ۱۹۵۸ پرویز ناتل خانلری دست‌نویسی متعلق به حدود ۸۱۳ ه‍.ق منتشر کرد که دربردارندهٔ ۱۵۲ شعر در شرایط متنی خوب است. نسخه‌های خطی اشتقاقی، گاهی با شرح‌های فارسی، ترکی یا اردو، در طول چهار سدهٔ بعدی ادامه یافت.
با توجه به نسخه‌های قدیمیِ به‌دست‌آمده، روشن شده است که جز جامعِ دیوان، محمد گلندام، چند تنِ دیگر نیز در زمان‌ها و مکان‌های گوناگون این دیوان را گردآورده‌اند. این دیدگاه با توجه به نبودِ مقدمه در بسیاری از نسخه‌های قدیمی، چندگانگی در اندازهٔ غزل‌ها، قصیده‌ها، قطعه‌ها، ساقی‌نامه و ترکیب‌بند، ترتیبِ غزل‌ها و ضبطِ ابیات، رسم‌الخط و به‌ویژه گردآوریِ نزدیک به ۵۰۰ نسخه از دیوان به‌دستورِ ابوالفتح فریدون حسین میرزا بایقرا (د. ۹۱۵ ه‍.ق) و تدوین و تنفیحِ متنی تصحیح‌شده و پیراسته از دیوان تأیید می‌شود. این مقدمه تنها در نسخه‌های هند به‌تاریخ ۸۲۴ ه‍.ق و نیز نسخه‌های ۸۳۶ و ۹۲۱ ه‍.ق و سپس در نسخه‌های جدید با اختلاف‌هایی ریز و درشت دیده می‌شود. این در حالی است که نسخه‌ای بسیار کهن به‌تاریخ ۸۰۳ ه‍.ق — که تنها ۱۱ سال پس از درگذشتِ حافظ کتابت شده است — و هر ۶ نسخهٔ معیارِ کارِ محمد قزوینی و قاسم غنی و نیز ۹ نسخه میانِ سال‌های ۸۱۱ تا ۸۲۲ ه‍.ق این مقدمه را ندارند. از سوی دیگر بعید به‌نظر می‌رسد که در میانِ نزدیک به ۵۰۰ نسخهٔ گردآمده به‌دستورِ شاهزادهٔ بایقرایی، مقدمه‌ای چنین بوده باشد اما آن را در متنِ ویراسته نیاورده باشند.
نامِ محمد گلندام که نویسندهٔ مقدمه عنوان می‌شود و از نخستین گردآورندگان دیوان هم بوده است، تنها در نسخه‌های تازه‌تر که کهن‌ترین‌شان نسخه‌ای به‌تاریخ ۹۹۴ ه‍.ق و دیگری متعلق به میانه‌های سدهٔ یازدهم هجری قمری است، دیده می‌شود. این نام در این نسخه‌ها پس از جملهٔ «و مسود این اوراق عفا الله عنه ما (عما) سبق» آمده است. هیچ‌یک از نسخه‌های قدیمیِ دارندهٔ این مقدمه، از نامِ محمد گلندام اثری ندارند. ازاین‌رو، محمد قزوینی، اصالتِ این نام را مشکوک دانسته است. در نسخهٔ هند به‌سال ۸۲۴ ه‍.ق پس از پایانِ دیوان و حاشیه‌اش، نامِ کاتب و گردآورندهٔ متن و حواشی، محمد بن سعید بن عبدالله القاری یاد شده است. از سوی دیگر، در جُنگی تهیه‌شده برای ابوالفتح ابراهیم میرزا حاکمِ تیموریِ فارس، قصیده‌ای در مدحِ وی آمده که سراینده‌اش محمد گلندام ذکر شده است که این نتیجه را به‌دست می‌دهد شخصی شاعر با این نام بوده است که گویا جامع دیوان و نویسندهٔ مقدمه همو باشد. احتمال دیگر آن است که وی همان محمد بن سعید بن عبدالله القاری، و گلندام لقبش بوده باشد؛ به‌ویژه آنکه عنوانِ «قاری» نزدیکی‌اش با قرآن و شخصِ حافظ را به ذهن می‌آورد.
مقدمه در یکی از نسخه‌های معیارِ قزوینی و غنی، نزدیک به ۳ صفحه است که در توصیفِ حافظ و شعرش بوده است. این متن در دیگر نسخه‌ها و حتی نسخهٔ قدیمیِ هند دیده نمی‌شود. قزوینی با توجه به نوع و شیوهٔ نگارشِ مطلب، بعید می‌داند که تماماً الحاقی باشد. چنانچه این بخش زدوده شود، جملهٔ پس آن، جملهٔ پیش از آن را کامل می‌کند. ازاین‌رو به‌سختی می‌توان پذیرفت که این بخشْ نوشتهٔ نخستین جامعِ دیوان باشد. با این‌حال و از دیگر سو، اگر این انتساب روشن شود، این نتیجه را به‌دست می‌دهد که شخصِ حافظ از شهرتْ اجتناب می‌ورزیده است. نکتهٔ دیگر در این مقدمه، عنوانِ «شهید» است که به حافظ اطلاق شده است. با آنکه این عنوان در نسخه‌های گوناگون آمده، اما علتِ انتسابش دقیقاً روشن نیست. احتمالی این است که شهید را در معنای اهلِ شهود و شاهد و حاضر و زنده و بصیر آورده‌اند. این معنیِ اخیر، بیت خودِ حافظ را نیز به ذهن می‌آورد: «حضوری گر همی خواهی ازو غایب مشو حافظ/ متیٰ ما تلق من تهوی دع الدنیا و اهملها».

## محتوا و ساختار
دیوان حافظ کتابی است مشتمل بر همه اشعار باقی‌مانده از حافظ. بیشترِ این شعرها به زبان فارسی است، اما اشعار ملمع (به زبان فارسی و عربی) و یک غزل تمام عربی هم در آن به چشم می‌خورد. مهمترین بخش این دیوان، غزلیات است. شعرهایی در دیگر قالب‌های شعری مانند قطعه، قصیده، مثنوی و رباعی هم در این دیوان هست. هیچ نشانه‌ای مبنی بر نابودی بخش عمده‌ای از اشعار حافظ در دست نیست و علاوه بر این، حافظ در زمان حیاتش شهرت زیادی داشته‌است؛ بنابراین زیاد نبودنِ تعداد شعرهای موجود در دیوان نشان می‌دهد که او شاعر پرکاری نبوده‌است. شمار همهٔ غزل‌هایی که به‌طور کلی مورد پذیرش واقع شده‌اند، کمتر از ۵۰۰ غزل هستند: ۴۹۵ غزل در ویرایش قزوینی و غنی، ۴۸۶ غزل در ویرایش دوم خانلری و ۴۸۴ غزل در ویرایش سایه. اصالت رباعیات حافظ مورد تردید جدی است و ازاین‌رو همهٔ رباعیات از ویرایش سایه زدوده شده‌است. پرویز ناتل خانلری دربارهٔ رباعیات حافظ می‌نویسد: «هیچ‌یک از رباعیات منسوب به حافظ چه در لفظ و چه در معنی، ارزش و اعتبار چندانی ندارد و بر قدر و شأن این غزل‌سرا نمی‌افزاید.»
محیط طباطبایی می‌گوید در دستنویس‌های کهن دیوان، نظمی متفاوت از نظم مورد استفادهٔ گلندام وجود دارد؛ به‌گونه‌ای که در این نسخه‌ها بعضی قصیده‌ها در میان غزل‌ها جای دارند، یا قطعه‌هایی پیش یا پس از مثنوی‌ها و یا در میان رباعیات آمده‌اند. نیز ترتیب غزل‌ها برپایهٔ حرف قافیه و حرف نخست غزل یکسان نبوده است. گاهی برای چینش اشعار، حرف آخر از قافیه‌ای را بی توجه به حروف دیگر قافیه و ردیف در نظر می‌گرفته‌اند و سپس به سراغ حرف نخست از مصراع نخست غزل می‌رفته‌اند. درمجموع اسلوبی جامع برای چینش و باب‌بندی اشعار دیوان حافظ دردست نیست. اما در نسخه‌های دارای مقدمهٔ گلندام، معمولاً باب‌بندی به پنج بخش انجام می‌شود: مقدمه، قصیده‌ها، غزل‌ها، قطعه‌ها، مثنوی‌ها و رباعی‌ها. غزل‌ها نیز برپایهٔ حرف قافیه و حرف نخست از مصراع نخست غزل مرتب شده‌اند. محیط طباطبایی می‌گوید با توجه به اینکه ابتکار ترتیب غزل برپایهٔ حرف نخست مطلع و قافیه در دیوان شعرا متعلق به ابوبکر بیستون بوده، روشن است که مرتب‌کنندهٔ دیوان حافظ نیز به کار بیستون نظر داشته است.

## زبان و سبک

### ویژگی‌های عروضی
اشعارِ حافظ در چهار قالبِ مثنوی، قصیده، غزل و قطعه هستند. در شعرِ حافظ از ۲۳ وزن و ۱۰ بحرِ عَروضی استفاده شده است.
| وزن                                                     | تعداد اشعار | نمایش هجایی         | نمونه                                  |
| ------------------------------------------------------- | ----------- | ------------------- | -------------------------------------- |
| رَمَل مُثَمَّن مَخبون محذوف (فعلاتن فعلاتن فعلاتن فعلن)        | ۱۳۳         | UU/__UU/__UU/__UU_  | عیب رندان مکن ای زاهد پاکیزه‌سرشت       |
| مُجتَثّ مثمن مخبون محذوف (مفاعلن فعلاتن مفاعلن فعلن)       | ۱۱۵         | UU/_U_U/__UU/_U_U_  | سر ارادت ما وآستان حضرت دوست           |
| مُضارع مثمن اَخرَب مکفوف محذوف (مفعول فاعلات مفاعیل فاعلن) | ۷۴          | __U_/U__U/U_U_/U_   | آنان که خاک را به‌نظر کیمیا کنند        |
| رمل مثمن محذوف (فاعلاتن فاعلاتن فاعلاتن فاعلن)          | ۳۱          | _U_/__U_/__U_/__U_  | سینه مالامال درد است ای دریغا مرهمی    |
| هَزَج مثمن سالم (مفاعیلن مفاعیلن مفاعیلن مفاعیلن)         | ۲۴          | U/___U/___U/___U___ | الا یا ایها الساقی ادر کأساً و ناولها   |
| هَزَج مُسَدَّس محذوف (مفاعیلن مفاعیلن فعولن)                  | ۲۴          | U/___U/___U__       | لبش می‌بوسم و در می‌کشم می               |
| مضارع مثمن اخرب (مفعول فاعلاتن مفعول فاعلاتن)           | ۱۹          | __U_/U__/__U_/U__   | با مدعی مگویید اسرار عشق و مستی        |
| خفیف مسدس مخبون محذوف (فعلاتن مفاعلن فعلن)              | ۸           | UU/_U_U/__UU_       | خوش خبر باشی ای نسیم شمال              |
| رمل مسدس محذوف (فاعلاتن فاعلاتن فاعلن)                  | ۶           | _U_/__U_/__U_       | ساقیا برخیز و درده جام را              |
| هزج مثمن اَخرَب مکفوف محذوف (مفعول مفاعیل مفاعیل فعولن)   | ۵           | __U/U__U/U__U/U__   | بی‌مهر رخت روز مرا نور نماندست          |
| هَزَج مثمن اخرب (مفعول مفاعیلن مفعول مفاعیلن)             | ۵           | __U/U__/___U/U___   | می خواه و گل افشان کن از دهر چه می‌جویی |
| هَزَج مسدس اخرب مقبوض محذوف (مفعول مفاعلن فعولن)          | ۵           | __U/_U_U/U__        | یارم چو قدح به‌دست گیرد                 |
| رَجَز مثمن مَطْویّ مخبون (مفتعلن مفاعلن مفتعلن مفاعلن)       | ۵           | _U_U/_UU_/_U_U/_UU_ | طالع اگر مدد دهد دامنش آورم به کف      |
| رمل مثمن مشکول (فعلات فاعلاتن فعلات فاعلاتن)            | ۳           | U_/U_UU/__U_/U_UU__ | که برد به نزد شاهان ز من گدا پیامی     |
| مُتَقارِب مثمن اَثلَم (فعلن فعولن فعلن فعولن)                | ۳           | UU/_UU/__U/_UU__    | چندان که گفتم غم با طبیبان             |
| مُنسَرِح مثمن مطویّ منحور (مفتعلن فاعلاتُ مفتعلن فع)         | ۲           | _UU_/U_U_/_UU_/_    | روشنی طلعت تو ماه ندارد                |
| رجز مثمن سالم (مستفعلن مستفعلن مستفعلن مستفعلن)         | ۲           | __U__/_U__/_U__/_U_ | آن کیست کز روی کرم با ما وفاداری کند   |
| مجتث مثمن مخبون (مفاعلن فعلاتن مفاعلن فعلاتن)           | ۲           | UU/_U_U/__UU/_U_U__ | خیال نقش تو در کارگاه دیده کشیدم       |
| منسرح مثمن مطوی مکشوف (مفتعلن فاعلان مفتعلن فاعلن)      | ۱           | _U_/_UU_/U_U_/_UU_  | زاهد خلوت‌نشین دوش به میخانه شد         |
| سریع مسدس مطویّ مکشوف (مفتعلن مفتعلن فاعلن)              | ۱           | _U_/_UU_/_UU_       | هاتفی از گوشه میخانه دوش               |
| مُقتَضَب مثمن مطویّ مکشوف (فاعلات مفعولن فاعلات مفعولن)     | ۱           | _U_U_/___/U_U/___   | وقت را غنیمت دان آن‌قدر که بتوانی       |
| متقارب مثمن سالم (فعولن فعولن فعولن فعولن)              | ۱           | U/__U/__U/__U__     | سلامی چو بوی خوش آشنایی                |
| متقارب مثمن محذوف (فعولن فعولن فعولن فعول)              | ۲           | U_U/__U/__U/__U     | بیا ساقی آن می که حال آورد             |

### سبک
روزگارِ حافظ هم‌زمان با چیرگیِ سَبکِ عِراقی بر قلمرو ادبِ فارسی بود. سبکِ عراقی به‌مدت ۳۰۰ سال از اوایل سدهٔ هفتم تا اوایل سدهٔ دهمِ هجری قمری و در دوران مغول و ایلخانی و تیموری در ادبیاتِ فارسی رواج داشت. در حوزهٔ زبان، زبانِ این سبک در همان چهارچوبِ فارسیِ کهن و سبکِ خراسانی است، با این تفاوت که بسیاری ویژگی‌ها کاملاً از میان رفته و جای خود را به ویژگی‌هایی تازه داده‌اند و دیگر ویژگی‌های باقی‌مانده از سبک خراسانی نیز، بسامدی متفاوت با دورانِ کهن دارند. این سبک برای خوانندهٔ امروزی آشناتر است و از واژگانِ اصیلِ فارسی در آن کاسته و بر واژگانِ عربی افزوده شده است. زبانِ این سبک تا حدودی میانِ زبانِ سبکِ خراسانی و زبانِ سبکِ هندی است. در حوزهٔ فکری، در این سبکْ معشوق دیگر پَست نیست؛ و مفاهیم و مسائلی دیگر در این سبک مطرح می‌شوند مانند وحدتِ وجود، غلبهٔ عشق بر عقل، تجلی و ظهور، ستایشِ شراب و بیخودی. این سبک برخلافِ سبکِ خراسانی، درونگرا و عشق‌گراست؛ غُلُوّ و مبالغه در آن بیشتر است؛ عرفان در آن رواج دارد و بیشتر سراغِ غم را می‌گیرد تا شادی؛ از فراق بیشتر می‌گوید تا وصال؛ آرمان‌گراست؛ به ذهنیت و دنیای درون بیشتر توجه دارد تا عینیت و دنیای بیرون؛ توجهش بیشتر به معارفِ اسلامی است تا حماسهٔ ملی ایران؛ توجه به قضا و قدر را بر اختیار و اراده ترجیح می‌دهد؛ زبونی را بیشتر می‌پسندد و معشوق را عالی‌مقام می‌داند؛ و علوم در آن بازتاب دارند. در حوزهٔ ادبی، قالبِ چیره در آن، غزل است که اندک‌اندک از نظرِ شمارِ ابیات و تَخَلُّص، به وضعیتی ثابت درمی‌آید. بَیان و بَدیع در این سبک گسترش می‌یابند.
سیروس شمیسا می‌گوید سبک غزل حافظ هر دو سطح عاشقانه و عارفانه را با هم دارد و در کنار اینها مدح را هم که کارکرد اصلی قصیده است دربرمی‌گیرد. بدین ترتیب شعر حافظ هر سه جریان عمدهٔ شعر فارسی پیش از او را نمایندگی می‌کند. قهرمان شعر حافظ همزمان معبود و معشوق و ممدوح است. این سه زمینه و ساحت در بیشتر غزل‌های حافظ به‌چشم می‌خورد اما حرکت در محور عمودی اشعار به‌مرور یکی از ساحت‌ها را پررنگ‌تر می‌کند. اینگونه می‌شود که در محور افقی یا همان تک‌تک ابیات، شعر ساحت عرفانی را تداعی می‌کند و در محور عمودی، ساحت عاشقانه، مدحی، دنیوی و قلندری. بدین ترتیب قائلان به عرفانی بودن شعر حافظ، بیشتر به محور افقی شعرش توجه می‌کنند. هرچند ابیات شعر حافظ دارای ارتباط ظریف و نازکی هستند، اما ارتباط در محور افقی و طولی با وحدت موضوع متفاوت است و ارتباط میان ابیات هم گاهی به‌خاطر تداعی واژگان و معانی است. آنچه که وجه شاخص شعر حافظ از دیگر شاعران شعر تلفیقی است، این است که حافظ شاعری سیاسی و مبارز هم هست و برای بیان مسائل اجتماعی روزگارش از ایهام و طنز بهره گرفته است. ازاین‌رو شعرش آکنده از اشاره‌های تاریخی به اوضاع روزگارش است که شاید بسیاری از آن‌ها همچنان نامشخص باشند.
حافظ در قلمرو بدیع لفظی، از انواع جناس و سجع و در حیطهٔ بدیع معنوی از انواع ایهام مانند ایهام تناسب، تضاد، ترجمه و تبادر و استخدام بهره می‌برد. حسن تعلیل نیز از دیگر بدایع معنوی است که در اوج ظرافت در شعر حافظ استفاده شده است. در بیان بیشتر از استعاره، تشبیه و سمبل استفاده می‌کند و در کنارش تلمیح و نکات عرفانی و قرآنی در شعرش وجود دارد. دو مشخصهٔ عمدهٔ شعر حافظ ایهام و طنز است. از دیگر ویژگی‌های شعر حافظ فراوانی واژگان دربارهٔ موسیقی، تصرف در سنت‌های ادبی گذشته، خروج از هنجارهای سنتی، ساختارهای متناقض، و ساختار عادی در جملات است.
در اثرپذیری حافظ از قرآن تردیدی نیست، آنچنانکه بیشتر حافظ‌پژوهان بر این باورند که مهم‌ترین دلیل تخلص وی به «حافظ»، حافظ قرآن بودن است. اثرگذاری قرآن بر شعر حافظ از دو منظرِ صورت و معنا قابل بررسی است. در حوزهٔ صورت یا ساختار، مهم‌ترین ویژگی شعر حافظ یعنی استقلال ابیات، بیش از هر چیز اثرپذیرفته از سُوَر و آیات قرآن است. به‌گفتهٔ آرتور آربری، قرآن‌شناس و حافظ‌شناس انگلیسی، این ویژگیْ انقلاب حافظ در غزل است. حافظ برای بیان مضمون‌های گوناگون در یک غزل چنین روشی برگزید. سبک شعر حافظ به‌مانند قرآن، حجمی–حلقوی با سیری دوری و دایره‌ای است که در اطراف گسترده می‌شود. گوته نیز شعر حافظ را سیّال خوانده بود و هامر پورگشتال آن را به گردن‌بندی مروارید با رشته‌ای نادیدنی تشبیه کرده‌است. مقایسهٔ غزل‌های حافظ با قصیده‌ها و مثنوی‌هایش — که در برابر غزل‌ها منسجم‌ترند — این نتیجه را به‌دست می‌دهد که قصاید و مثنوی‌های حافظ از جنبهٔ هنری و تأثیر، بهتر از غزل‌هایش نیستند. ازاین‌رو استقلال ظاهری ابیات و انسجام درونی آن‌ها به‌مانند قرآن، آن‌ها را بی‌نظیر کرده‌است. حافظ چنانکه قرآن در یک سوره به بسیاری از موضوعات و مفاهیم می‌پردازد، در یک غزل چندبیتی، گستره‌ای وسیع از حکمت و معنا را می‌گنجاند. این ناپیوستگی برون و پیوستگی درون، هم دربارهٔ قرآن و هم برای غزل‌های حافظ از آغاز ظهور هریک مورد پرسش و بحث بوده‌است. پیرامون غزل‌های حافظ این موضوع از روزگارِ خود حافظ مطرح بوده‌است و شاه شجاع بر این ویژگی بر حافظ خرده گرفت و آن را «خلاف طریقت بُلَغا» دانست؛ که با پاسخ هوشمندانهٔ حافظ مبنی بر «شهرت شعر حافظ در آفاق و پای بیرون ننهادن نظم حریفان از دروازهٔ شیراز» مواجه شد. حافظ از این ویژگی شعر خویش و تفاوتش با سروده‌های دیگر شاعران آگاه بود، بدان‌گونه که هر بیت خویش را «بیت‌الغزل» می‌نامد و با اشاره به نو بودن سبک خویش، آن را نتیجهٔ لطفی خداداد می‌داند. اما در حوزهٔ معنی یا محتوا نیز بسیاری از معانی شعر حافظ از مفاهیم قرآن سرچشمه گرفته‌است. حافظ به سه گونه از این معانی بهره گرفته‌است: ۱. ترجمه: صنعتی در بدیع است و به آن معناست که بیتی عربی به فارسی یا بیتی فارسی به عربی ترجمه و معنا شود. در ترجمهٔ آیات قرآن در قالب شعر نیز این صنعت به‌کار می‌رود. ۲. اقتباس: یعنی تمام یا بیشتر متن آیه یا حدیثی با همان صورت در شعر بیاید. ۳. تلمیح: به معنای اشاره به داستان، مَثَل یا شعری است و شامل داستان‌های قرآنی نیز می‌شود.
دربارهٔ اثرپذیری حافظ در زمینهٔ دانش‌های قرآنی، آگاهی‌های زیادی در دست نیست؛ محمد گلندام در مقدمهٔ خویش بر دیوان، حافظ را در گروه عالمان و اشتغال‌داران به علوم دینی دانسته و او را «عمدهٔ افاضل علما» در روزگار خویش معرفی نموده است. خود حافظ در ابیاتی به حفظ قرآنش در «چارده روایت» و «اندر سینه داشتن» اشاره می‌کند. نیز دولتشاه، حافظ را «در علم قرآن بی‌نظیر» خوانده است. در تشبیهات شعر حافظ، پیوند وی با فضای علوم قرآنی به‌روشنی منعکس شده‌است. جز عنوان «حافظ»، دیگر لقبی که به‌گزارش دولتشاه «اکابر او را نام کرده‌اند»، «لسان‌الغیب» است؛ چراکه اشعار حافظ را ثمرهٔ واردات غیبی و حالاتِ فراتر از توان بشری می‌دانستند. این دو لقب برای حافظ در طول تاریخ پایدار ماند و فراتر از گفتگوها برای چیستی این دو لقب، فهم تاریخی همگانی از این دو عنوان در طی سده‌ها، با خواندن شعر حافظ استواری و معنا یافت. برای بیشتر خوانندگان شعر حافظ، او حافظ قرآن و عالمی بود که درکی رندانه از دین و قرآن داشت و تلاش داشت تا روح معارف قرآنی را در کالبَدی دگرگونه و با ظاهر شعری تغزلی به مخاطبانش معرفی، و آنان را با نگاهی تازه به قرآن و مسلمانی آشنا کند. همین بُعد شخصیتی او بود که خوانندگانش را بر آن داشت تا او را زبان غیب بدانند و بنامند و همین درک از دیوان حافظ نیز سبب شد تا به‌مانند تفأل بر قرآن، فال بر دیوان حافظ نیز شکل بگیرد و ارزشمند شود.

## ابیات الحاقی

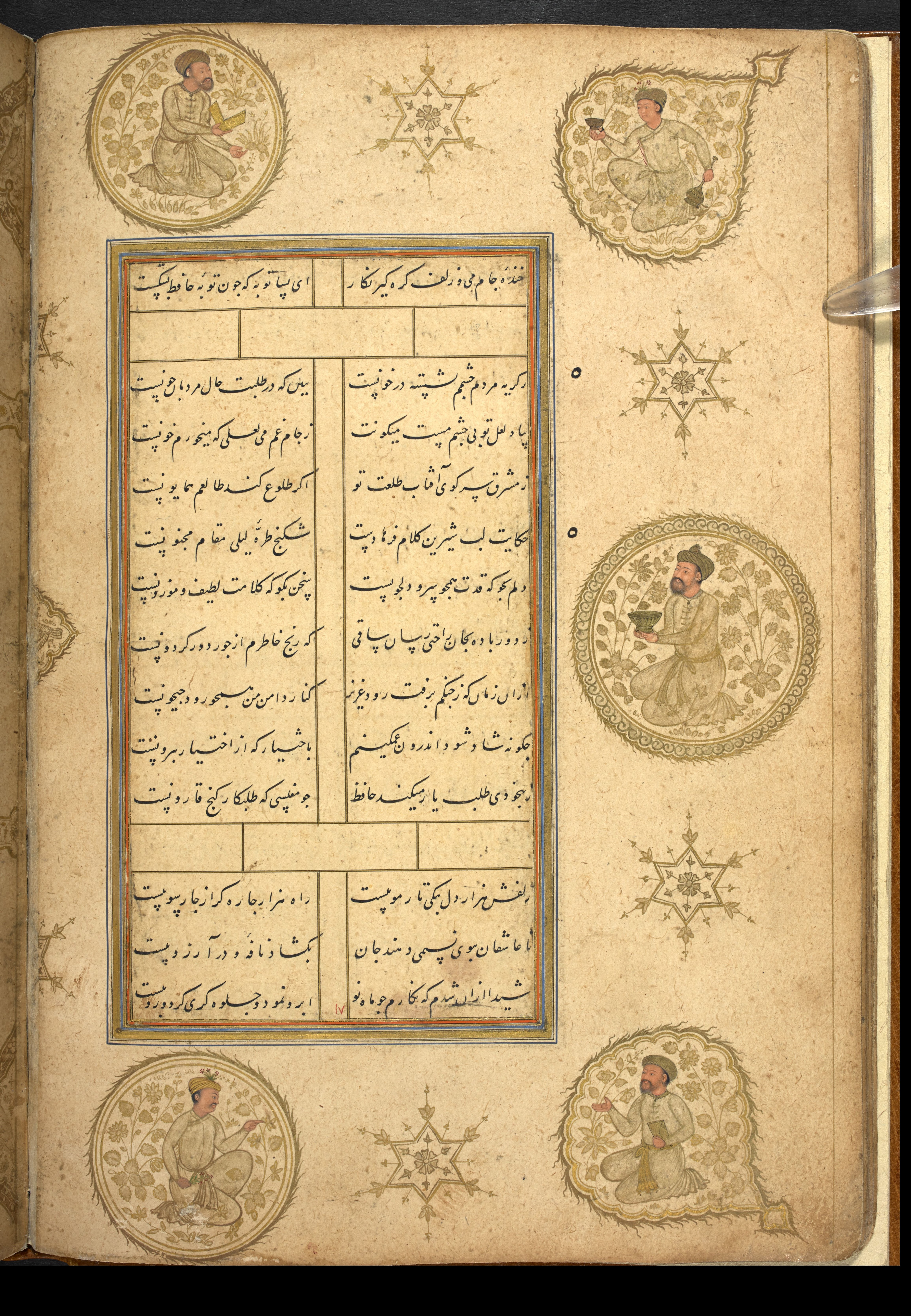
غزلِ الحاقی با مطلعِ «ز گریه مردم چشمم نشسته در خون است» در نسخه‌ای از دیوانِ حافظ به‌خطِّ سلطانعلی مشهدی با حاشیهٔ افزوده متعلق به دورهٔ گورکانیِ هند

طبق پژوهش‌های انجام‌شده در سال‌های اخیر دربارهٔ دیوان حافظ، متونِ تصحیحیِ دیوان نسبت به سایر متون اصالتِ بیش‌تری دارد اما همچنان بدون شعرِ الحاقی نیست. این اشعار به دلایلِ گوناگونی به دیوان راه پیدا کرده‌اند:
- دستهٔ اول

اشعاری که به خطِّ حافظ از سوی جامعانِ دیوانش به‌خاطر عدمِ تلاشِ شخصِ حافظ برای گردآوریِ اشعارش به دیوان افزوده شده است.
- دستهٔ دوم

گروهی از اشعار است که متعلق به همشهری‌های حافظ و یا بعضی شاعرانِ معاصرش بوده و واردِ دیوانِ او شده است.
- دستهٔ سوم

این گروه از درهم‌آمیزیِ اشعار به‌خاطرِ وجودِ تخلص‌های یکسان و یا مشابه است. لقبِ «حافظ» نیز در طولِ تاریخ بسیار فراگیر بوده است و شاعرانِ بسیاری با این نام وجود داشتند اما هیچ‌کدام از هم‌نامانِ حافظ، به لحاظِ سطحِ بلاغت و اشعار، در درجه‌ای نبودند که با وی اشتباه گرفته شوند. بااین‌حال باز هم تعدادِ اندکی از اشعارِ حافظانِ دیگر به دیوان راه یافته است.
- دستهٔ چهارم

مربوط به اشعاری است که در نسخه‌های قدیمیِ دیوانِ حافظ وجود ندارد و بعداً از سوی افرادِ مختلف به دیوان افزوده شده و شاملِ اشعارِ عادی تا قصایدِ مذهبی است که پس از فراگیر شدنِ تشیّع با اهدافِ دینی وارد دیوان شده‌اند. همهٔ این اشعار احتمالاُ به‌خاطرِ نبودنِ اشعارِ مشابه در دیوانِ حافظ بعداً افزوده شده‌اند.
- دستهٔ پنجم

اشعاری که پس از مشهور شدنِ دیوانِ حافظ، برای بیشتر دیده شدن و یا شباهت به اشعارِ حافظ، به دیوان افزوده شده‌اند.
- دستهٔ ششم

فارغ از همهٔ این‌ها در دیوانِ حافظ موارد بسیاری دیده می‌شود که کاتبانی که خود طبعی داشته‌اند، بنا به تشخیصِ خویش مبنی بر کاستیِ قافیه‌ای در برخی جاها، خود بیتی سراییده و به آن غزل اضافه می‌کردند؛ چنانکه در طبع‌های ذوقی مثل انجوی، قدسی و پژمان می‌توان دید.
- دستهٔ هفتم

آخرین دسته نیز متعلق به ابیاتی است که پس از فراگیریِ دیوانِ حافظ، به هدفِ کامل کردنِ دیوان و برای خالی نماندنِ بعضی حروفِ پایانیِ قوافی به دیوان وارد شده‌اند. مثلاً چون با قافیه‌های «صاد» و «ضاد» و «ط» و «ظ» در دیوانِ حافظ شعری وجود نداشت، کاتبان اشعاری را به آن افزوده‌اند.
| امشب ز غمت میان خون خواهم خفت |  | وز بستر عافیت برون خواهم خفت |

| تمنای من از عمر و جوانی |  | وصال توست وانگه زندگانی |

| گفتم که خطا کردی و تدبیر نه این بود |  | گفتا چه توان کرد که تقدیر چنین بود |

| برو به کار خود ای واعظ این چه فریادست |  | مرا فتاد دل از ره تو را چه افتادست |

| ز گریه مردم چشمم نشسته در خون است |  | ببین که در طلبت حال مردمان چون است |

| المنة لله که در میکده باز است |  | زان رو که مرا بر در او روی نیاز است |

| لطف باشد گر نپوشی از گداها روت را |  | تا به کام دل ببیند دیدهٔ ما روت را |

| پس از حمدِ خداوندی که بی‌مثل است و بی‌همتا |  | ثنا و نعت پیغمبر کنم از جان و دل انشا |

| از بعدِ توحید خدا وز بعدِ نعتِ مصطفی |  | مدحِ امام و پیشوا ای دل بپا کن دایما |

| مقدّری که ز آثارِ صنع کرد اظهار |  | سپهر و مهر و مَه و سال و [ماه و]لیل و نهار |

| این چه شوری است که در دور قمر می‌بینم |  | همه آفاق پر از فتنه و شر می‌بینم |

| کارم ز دور چرخ به سامان نمی‌رسد |  | خون شد دلم ز درد و به درمان نمی‌رسد |

| روضه خلد برین خلوت درویشان است |  | مایه محتشمی خدمت درویشان است |

| بگذرد این روزگار تلخ‌تر از زهر |  | بار دگر روزگار چون شکر آید |

| عقاب جور گشوده‌است بال بر همه شهر |  | کمان گوشه‌نشینی و تیر آهی نیست |

| نیست کس را ز کمند سر زلف تو خلاص |  | می‌کُشی عاشقِ مسکین و نترسی ز قصاص |

| حُسن و جمالِ تو جهان جمله گرفت و طول و عرض |  | شمس و فلک خجل شده از رخ خوب ماه ارض |

| گرد عذار یار ما، تا بنوشت دور خط |  | ماهِ فلک ز روی او راست فتاد در غلط |

| ز چشم بد رخ خوبِ تو را خداحافظ |  | که کرد جمله نکویی به جای ما حافظ |

## انتشار

### نسخه‌ها
در فاصلهٔ چهارصدسالهٔ تدوین دیوان در دههٔ آخر سدهٔ هشتم هجری تا چاپش در کلکته در سال ۱۲۰۶ ه‍.ق/۱۷۹۱ م، بنابر گزارش کارشناسان و فهرست‌نگاران، این کتاب بیش از هر اثر ادبی دیگر کتابت و نسخه‌برداری شده است. نخستین نسخهٔ بازنگری‌شدهٔ تاریخی، که مدت‌ها به‌عنوان منبعی موثق از زندگی حافظ پذیرفته شده بود، متعلق به سودی، مترجم اهل عثمانی (درگذشته ۱۰۰۰ ه‍.ق) بود. او یک بار متهم شد که یک یا دو شعر در همدردی با شیعه را از بین برده‌است، اما پژوهش‌های مدرن با ناکامی در پیدا کردن این اشعار در نسخه‌های خطی اولیه و کمترین گمان در تشیع حافظ، او را تبرئه کرده‌است. این بازنگری به‌عنوان پایه‌ای برای یک نسخه بلند برجستهٔ دیگر و در سه جلد شامل ۶۹۲ شعر از هرمان بروکهاوس در نظر گرفته شد. در اواخر سدهٔ هجدهم و اوایل سدهٔ نوزدهم میلادی، توجهی بسیار گسسته و غیرحرفه‌ای به حافظ در میان اروپایی‌ها — و بیشتر بریتانیایی و فرانسوی — دیده شد؛ اما نقطهٔ عطف، چاپ متونی در یک نسخهٔ چاپی در کلکته به‌سال ۱۷۹۱ م و دربردارندهٔ ۷۲۵ شعر بود که با نام آپ‌جان همراه بود؛ این ویرایش هم برپایهٔ نسخه‌های خطی متأخر و بیشتر بر روی بازنگری سودی استوار بود؛ مقدمهٔ آن بیشترِ مطالب مربوط به زندگی‌نامهٔ سنتی را پوشش می‌داد. جوزف فون هامر در سال ۱۸۱۲–۱۳ ترجمه‌ای سترگ به زبان آلمانی و منثور از دیوان حافظ تهیه کرد که گوته هنگامی‌که دیوان غربی–شرقی را می‌نوشت، با آن آشنا شده بود. بین سال‌های ۱۸۵۸ تا ۱۸۶۴ م، یعنی تقریباً همزمان با نسخهٔ بروک‌هاس که در بالا ذکر شد و با استفاده از منابع مشابه، فینتسنتس روزنتسوایگ فون شواناو نسخهٔ سه جلدی دیگری از متن را به‌همراه ترجمه‌ای بسیار ماهرانه از یک بیت به زبان آلمانی منتشر کرد.

#### دست‌نویس
تعداد نسخه‌های خطی دیوان حافظ حدود ۱۷۰۰ نسخه است که نه تنها در ایران، بلکه در گسترهٔ جغرافیایی زبان فارسی و در میان همهٔ طبقات اجتماعی و حتی حاکمان پراکنده است و از نظر شمار مخاطبان فارسی‌زبان توانسته بر تمامی آثار بزرگ ادب فارسی پیشی گیرد. بسیاری از این دست‌نویس‌ها سفارش از سوی رجال سیاسی حتی در خارج از محدودهٔ جغرافیایی ایران امروزی بوده‌اند، شخصیت‌هایی مانند پیر بوداق آق‌قویونلو فرزند بزرگ جهانشاه، سلطان سلیمان عثمانی، سلطان مصطفی عثمانی، معزالدوله ابوالغازی بهادرخان و ابوالفتح سلطان بهادرخان از حاکمان بخارا و محمد شریف بغدادی. دست‌نویس‌های دیوان حافظ یا مستقلند یا بخشی از جُنگ، سفینه یا مجموعه. بنابر فهرست‌های موجود، شمار این نسخه‌ها در کتابخانه‌های ایران و در مقایسه با دیگر آثار سترگ ادب فارسی، در جایگاه نخست است و پس از آن، آثار نامدارانی چون فردوسی، مولوی، سعدی، نظامی، عطار و سنایی قرار دارند. تعداد نسخه‌های خطی دیوان در جغرافیای ایران امروزی، ۵۳۹ نسخه است و با افزودن نسخه‌های فهرست‌شده در کتابخانهٔ مجلس، از ۵۵۰ نسخه فراتر می‌رود. درحالی‌که شمار دست‌نویس‌ها در گسترهٔ ایران فرهنگی و زبان فارسی به دو برابر این تعداد و نزدیک به ۱۱۰۰ نسخه می‌رسد. در میان این نسخه‌ها، بیشترین تعداد نسخه متعلق به شبه‌قارهٔ هند با ۵۹۵ نسخه و شامل ۳۲۵ نسخه در پاکستان و ۲۷۰ نسخه در هند است. شمار دست‌نویس‌های دیوان در آسیای میانه و آسیای صغیر نیز جالب توجه است. تنها در سه کشور آسیای میانه شامل ترکمنستان، ازبکستان و تاجیکستان، حدود ۳۶۰ نسخه و در جغرافیای عثمانی و حوزهٔ بالکان نیز نزدیک به ۱۵۰ نسخه موجود است. با به‌شمار آوردن نسخه‌های کتابخانه‌های اروپا و آمریکا، تعداد کل این نسخه به حدود ۱۷۰۰ نسخه می‌رسد. به‌خاطر وضعیت ویژهٔ اجتماعی و امنیتی افغانستان، از تعداد نسخه‌ها در آن کشور آمار دقیقی در دسترس نیست. بااین‌حال، این موضوع به معنی نبود نسخه‌های خطی دیوان در این کشور نیست، چنانکه گزارش شده که در سال ۹۰۷ ه‍.ق یعنی ۱۱۵ سال پس از درگذشت حافظ، تنها در هرات ۵۰۰ نسخه موجود بوده است. این نسخه‌ها به‌دستور ابوالفتح فریدون حسین بهادرخان و توسط عالمان هرات گردآوری شده بوده تا با مقابلهٔ آن‌ها، تصحیحی واحد از دیوان ارائه دهند.

#### چاپی
سدهٔ بیستم میلادی، دوران تولد جدی دوبارهٔ حافظ‌شناسی در ایران بود. پژوهش‌های بنیادی قاسم غنی در این زمان انجام شد، اما برخی از دانش‌پژوهان برجستهٔ فارسی امروز وجود دارند که مقالاتی مهم در این زمینه ندارند. به‌طور خاص، سه نسخه مورد توجه قرار می‌گیرند: ازجمله نسخهٔ عبدالرحیم خلخالی، چاپ به‌سال ۱۹۲۷ م در تهران و دارای ۴۹۵ شعر، برپایهٔ دست‌نویس ۸۲۸ ه‍. ق، اما با خطاهایی رتبه‌اش تنزل یافت؛ نسخهٔ حسین پژمان، چاپ به‌سال ۱۹۳۶ م در تهران و دارای ۹۹۴ شعر که بسیاری از آن‌ها مشکوک عنوان شده‌اند؛ و نسخهٔ محمد قزوینی و قاسم غنی چاپ به‌سال ۱۹۴۱ م در تهران و دارای ۵۷۶ شعر که علمی‌ترین نسخه و قابل اعتمادترین آن‌ها تاکنون و برپایهٔ برخی از نسخه‌های بسیار قدیمی و دارای مقدمهٔ خوبی است اما ساختار انتقادی ندارد. همچنین نسخه‌ای جدید برپایهٔ نسخه‌های بسیار اولیه، توسط هلموت ریتر تهیه شده‌است.
آنچه که از اشعارِ حافظ به چاپ رسیده، دربردارندهٔ مجموعه‌های ناقص و کامل، غیرانتقادی و انتقادی، چاپِ سنگی، خوشنویسی‌شده، نسخه‌برگردان و حروف‌چینی چاپی است. در کتابشناسی حافظ گردآوریِ مهرداد نیکنام به‌سال ۱۳۶۷، ۳۰۰ دیوانِ چاپی و در کتابشناسیِ حافظ‌پژوهان و حافظ‌پژوهی گردآوریِ ابوالقاسم رادفر به‌سال ۱۳۶۸ ه‍.ش، ۲۲۵ دیوانِ چاپی فهرست شده‌اند و پس از آن نیز چاپ‌های بسیارِ دیگری منتشر شده‌اند.

## اثرگذاری‌ها

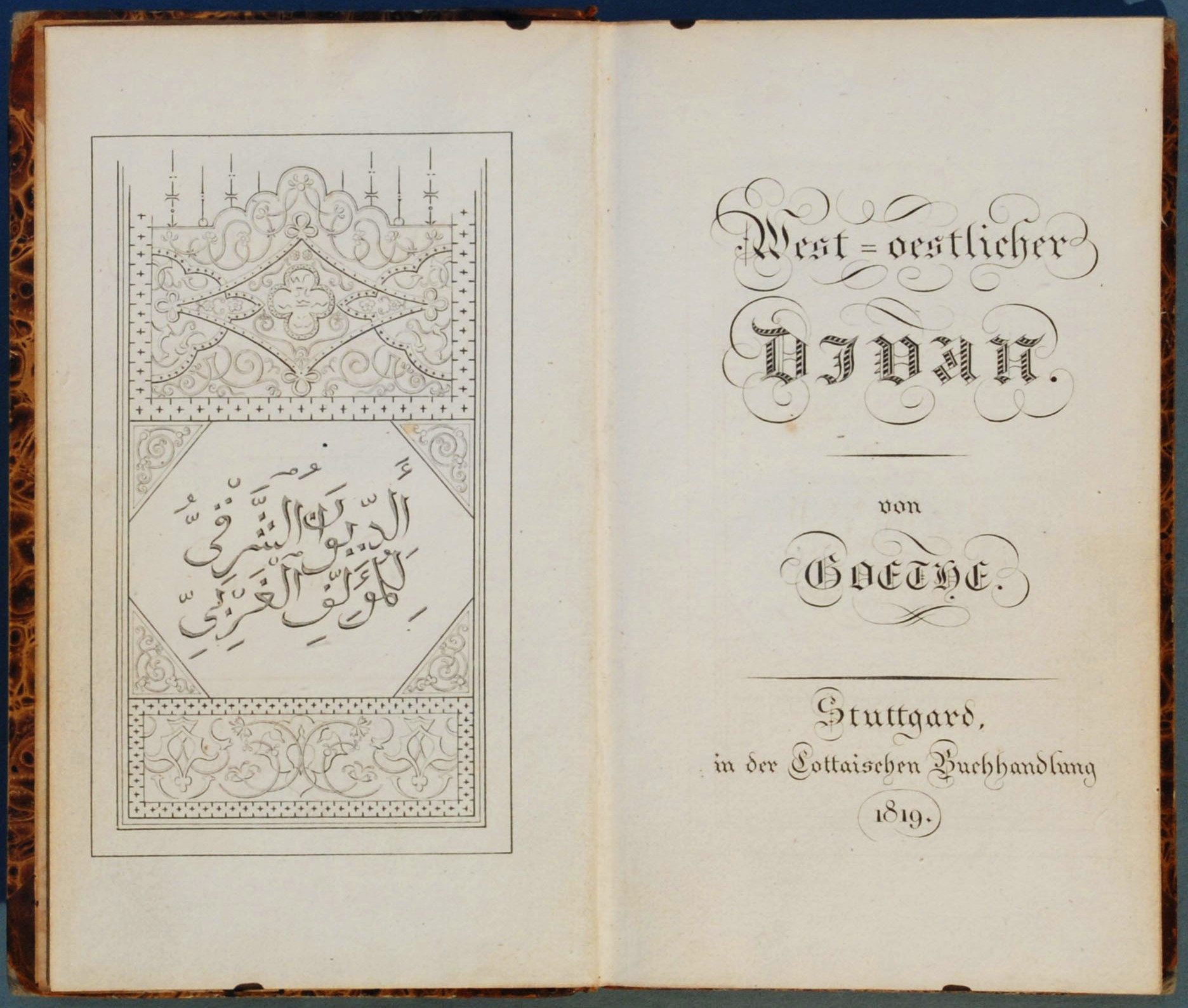
نسخه‌ای از دیوان غربی–شرقیِ گوته به‌سال ۱۸۱۹ م

یارشاطر می‌گوید هیچ شاعرِ ایرانیِ دیگری اینچنین موردِ تجزیه و تحلیل، تفسیر و تعبیرِ بسیار قرار نگرفته‌است. در هیچ شاعرِ فارسیِ دیگری نمی‌توان چنین ترکیبی از تخیلِ بارور، بیانِ ادبی، انتخابِ مناسبِ کلمات و عباراتِ خوش‌آهنگِ ابریشمین را یافت. وی عمیقاً بر گروهِ بعدیِ غزل‌سرایان اثر گذاشت.
از گستره‌های نفوذ و اثرگذاری شعر حافظ، مناطق کردنشین ایران، عراق، ترکیه و سوریه است. از نخستین دورهٔ ادبیات کردی تاکنون زبان فارسی بیشترین اثر را بر زبان کردی گذاشته است و در این میان حافظ بیشترین سهم را دارد. حافظ در مهمانی‌های جشن و شب‌نشینی‌های کردی حضور داشته و دارد. و کردها در تصمیم‌گیری‌های مهم زندگی خویش به فال حافظ پناه می‌بردند و بر این باور بودند که حافظ بهترین راه را نشان می‌دهد. شاعران کُرد بسیاری ابیاتی از حافظ را در اشعار خود تضمین کرده‌اند و یا اشعاری را با تأثیر از غزلیات وی سروده‌اند.
پس از خیام و رباعیاتش، حافظ و دیوانش بیشترین اثرگذاری را در قلمرو ادب عرب داشته است. ابراهیم امین شواربی، دانشجوی مصری، نخستین کسی بود که حافظ‌پژوهی را آغاز کرد. در سال ۱۳۶۸ ه‍.ش/۱۹۸۹ م، به‌مناسبت ششصدمین سال درگذشت حافظ کنگره‌ای در زمینهٔ حافظ‌پژوهی در جهان عرب به‌همت وابستهٔ فرهنگی ایران در سوریه برگزار شد. سخنرانی‌های این مراسم در کتابی با عنوان حافظ الشیرازی، شاعر العرفان و الانسان در سال ۱۴۰۹ ه‍.ق/۱۹۸۹ م در دمشق چاپ شد. در این کتاب دو قصیده نیز از صلاح صاوی و نجم‌الدین صالح دربارهٔ حافظ و دیوانش آمده است.
دریافتِ شخصیتِ حافظ از سوی شخصیت‌های برجستهٔ هند، سببِ معرفیِ او به محافلِ علمی و ادبیِ هند و بنگاله می‌شد و اندکی پس از درگذشتش، نسخه‌های دستنویسِ بی‌شماری از دیوانِ حافظ در آنجا کتابت شد. بندر ابن‌داس خوشگو، نویسندهٔ سفینهٔ خوشگو، گزارش می‌کند یکی از اجدادش در زمان اورَنگ‌زیب عالَمگیر، دیوانِ حافظ را همیشه در آغوش داشته و خوشگو نیز به نیتِ نذری برای حافظ، در هر شب جمعه اطعامِ مسکینان و فقرا می‌کرده است. بسیاری از نویسندگان و شاعرانِ شبه‌قاره در آثارِ خویش به حافظ پرداخته‌اند که عبارتند از: قاضی نورالله شوشتَری در مجالِسُ الْمُؤمنین (نوشتهٔ ۱۰۱۰ ه‍.ق)، محمدقاسم هندوشاه اَستَرآبادی در تاریخِ فرشته (نوشتهٔ ۱۰۵۰ ه‍.ق)، اوحَدی بَلیانی در عَرَفاتُ الْعاشِقین (نوشتهٔ ۱۰۲۴ ه‍.ق)، خَتمی لاهوری در مَرَجُ الْبَحرَیْن (نوشتهٔ ۱۰۲۶ ه‍.ق)، تذکرهٔ میخانه (نوشتهٔ ۱۰۲۸ ه‍.ق)، محمدصادق دهلَوی کشمیری در طبقاتِ شاهجهانی (نوشتهٔ ۱۰۴۵ ه‍.ق)، محمد بن محمد دارابی شیرازی در لطایفِ خیال (نوشتهٔ ۱۰۷۸ ه‍.ق)، شیرعلی‌خان لودی در مِرآةُالْخیال (نوشتهٔ ۱۱۰۲ ه‍.ق)، سفینهٔ خوشگو (نوشتهٔ ۱۱۴۷ ه‍.ق)، شاهنوازخان در بهارستانِ سخن (نوشتهٔ ۱۱۹۲ ه‍.ق)، آزاد بِلگِرامی در خزانهٔ عامِره (نوشتهٔ ۱۱۷۶ ه‍.ق)، خلیل در تذکرهٔ صُحُفِ ابراهیم (نوشتهٔ ۱۲۰۵ ه‍.ق)، مخزنُ الْغَرائِب (نوشتهٔ ۱۲۱۸ ه‍.ق)، عظیم‌آبادی در نَشتَرِ عشق (نوشتهٔ ۱۲۳۳ ه‍.ق). مجموعهٔ این آثار، فاقدِ اطلاعاتِ درست و صحیحی دربارهٔ حافظ هستند و بیشتر از گفته‌های جامی، خواندمیر و دیگر منابعِ ایرانی نقل کرده‌اند و تذکره‌های جدیدتر، مطالبِ خویش را از منابعِ پیش از خود گرفته‌اند.
اثرگذاریِ حافظ در ادبِ ترکیِ عثمانی در شعرِ سده‌های نهم و دهمِ هجریِ آن زبان آشکار است. از دیرباز دیوانش در قلمروِ عثمانی خوانده می‌شده، و از آن برای آموزشِ زبانِ فارسی و نیز تسلط در شعر و زیبایی‌شناسی استفاده می‌شده است. هرچند نادر اما دیوانش در مساجد تدریس می‌شد. اثرگذاریِ حافظ به‌حدی است که سنجشِ تواناییِ شاعرانِ کلاسیکِ ترک، با حافظ محک زده می‌شد. شماری از اشعارِ ترک، به‌گونه‌ای ترجمهٔ شعر حافظند. بعضی از شاعرانِ بزرگِ ترک مانند عبدالحق حامد طرخان (د. ۱۹۳۷ م) و ناجی معلم (د. ۱۸۹۳ م) دیوانِ حافظ را مانندِ کتابِ درسی می‌خوانده‌اند.
آگوست فون پلاتن در کنارِ ترجمهٔ اشعارِ حافظ، به سرایشِ اشعاری به شیوهٔ حافظ در قالبِ غزل دست زد. او به پیروی از گوته، از حافظ و شیوه‌اش تقلید کرد و در غزل‌هایش از ساقی و می و معشوق و گِله از روزگار و مردمش سخن گفت و از مضمون‌های موردِ بهرهٔ حافظ در آنها استفاده کرد تا غزل‌هایش حال و هوای شرقی یابند. تلاش‌های گوته و پلاتن، سببِ راه‌یابیِ قالبِ غزل از شعرِ فارسی به ادبیاتِ آلمانی شد که به‌عنوانِ قالبی مستقل از شعرِ فارسی، توسط شاعرانِ آلمانی‌زبان مورد استفاده قرار گرفت. هوگو فون هوفمانستال از شاعرانی بود که در این قالبْ شعر سرود. او غزل‌هایش را به‌عنوانِ ظرفی برای خلقِ اندیشه و تصورش از فضای افسانه‌ایِ شرقی، مورد استفاده قرار داد.
اثرگذاریِ حافظ بر ادبیاتِ روسی را می‌توان در دو سطح بررسی کرد: اثرگذاریِ عام و اثرگذاریِ خاص. صفر عبدالله اثرگذاریِ عمومیِ شعرِ حافظ را در گسترهٔ همهٔ ادیبان و شاعران روس می‌داند و اثرگذاریِ خصوصی‌اش را بر پوشکین و آفاناسی فت. عبدالله، پوشکین را گوتهٔ روسیه و فت را هامرپورگشتالش می‌داند. در مقالهٔ «جنبه‌های اصلی شعر عاشقانهٔ روس در ده سال اخیر» به‌قلمِ کیوخیل بکر که در سال ۱۸۲۴ م چاپ شد، از اثرگذاریِ شعرِ حافظ بر شعرِ روسی گفته شده و بر آن تأکید شده است. تارتاکوفسکی می‌گوید زبانِ اشاره، تحت تأثیرِ دو عامل به ادبیاتِ روسی راه یافت: نخست اثرگذاریِ ادبیاتِ شرقِ اسلامی به‌ویژه ایران و دوم توجهِ شاعران و ادیبانِ روس به آزادگی و آزادی‌خواهی که در شعرِ حافظ نیز دیده می‌شود.
نخستین ترجمهٔ اشعارِ حافظ توسطِ پیِترو دلّا واله (د. ۱۶۵۲ م) جهانگردِ رُمی انجام شد. او در بازگشت از سفرش به ایران، در سال ۱۶۲۶ م نزد اوربان هشتم در رم و در مجلسی، ترجمهٔ چند شعر از حافظ را خواند و هنرش را با سبکِ غناییِ ویرژیل مقایسه کرد. احتمالاً این ترجمه نخستین ترجمهٔ اشعارِ حافظ در اروپا هم بوده است. مترجمانِ ایتالیایی به پیروی از واله — که سبکِ حافظ را با سبکِ پترارک مقایسه کرد — هنوز در ترجمهٔ دیوانِ حافظ به آثارِ پترارک رجوع می‌کنند. اشغالِ ایتالیا در سدهٔ هجدهمِ میلادی، سببِ کاهشِ توجه نسبت به حافظ و ترجمهٔ دیوان شد. ایتالو پیتتسی حافظ را «شاهزادهٔ شاعرانِ ایران» می‌نامد. کارلو ساکونه در ترجمه‌اش از دیوانِ حافظ، تفاسیرِ لائیکِ اروپایی از شعرِ حافظ را ردّ، و بر دوریِ میانِ زمینهٔ فرهنگی و تاریخیِ روزگارِ آفرینشِ دیوان و قرائت‌های رمانتیک از مبلّغِ «کیش زیبایی» بودن و لااُبالی‌گری بودنِ حافظ تأکید می‌کند.
جهانگردانِ غربی مانندِ دلا واله و ژان شاردن گفتگوهایی دربارهٔ حافظ و شهرتش داشتند. بارتلمی دربلو، خاورشناسِ فرانسوی، در سال ۱۶۹۷ م و در کتابخانهٔ شرقیاش شرحِ حالی از حافظ نگاشته بود که منبعش، نوشته‌های لطفعلی‌بیگ آذر و دولتشاه سمرقندی بود. او حتی از نسخه‌ای از دیوانِ حافظ به‌همتِ شاهزاده فریدون خان و نیز شرحِ سودی آگاهی داشت. مدت‌ها پس از اقدامِ دربلو، فعالیتِ مهمِ دیگری در زمینهٔ حافظ‌پژوهی نشد تا اینکه در سال ۱۷۹۹ م، آنتوان ایزاک سیلوستر دوساسی فعالیتی ارزشمند در این زمینه انجام داد و بخشی از تذکرةالشعرای دولتشاه سمرقندی را براساسِ نسخه‌های دستنویسِ فارسیِ کتابخانهٔ سلطنتی پاریس ترجمه و چاپ کرد. او در انتهای این اثر، فهرستی از شاعرانِ یادشده در تذکره از جمله حافظ را آورد. بااین‌حال با توجه به گستردگیِ استقبال از حافظ در اتریش، آلمان و انگلیس نسبت به فرانسه، توجه به حافظ در فرانسه تنها از سوی چند علاقمند به شعرِ فارسی ادامه یافت و چند نویسنده هم به حافظ، گرایش پیدا کردند. ژان باتیست گرانژره دولاگرانژ در سال ۱۸۱۳ م مقاله‌ای منتشر کرد و در آن از ترجمهٔ زندگیِ حافظ از تذکرةالشعرای دولتشاه توسط سیلوستر دوساسی یاد و دربارهٔ تفسیرهای تمثیلی و غزل‌های حافظ بحث کرد. او در سال ۱۸۲۶ م در برابرِ مخالفتِ بعضی از شرق‌شناسانِ مکتبِ تاریخیِ شرق‌شناسی بر علیه مکتبِ ادبی‌اش، در مطلبی با عنوانِ «دفاع از شعرِ شرقی» به هواداری از شعرِ شرقی پرداخت.

### ارسال‌المثل‌ها و مثل‌ها
اِرسال‌ُالْمَثَل‌ها در شعرِ حافظ دو گونه هستند: دستهٔ نخست، یادکردِ مثل‌های دیگر شاعران و نویسندگان در شعر هستند مانند «علاج کی کنمت آخر الدوا الکی» یا «که زور مردم‌آزاری ندارم»؛ و دستهٔ دوم — که عمدهٔ ارسال‌المثل‌های شعر حافظ را دربرمی‌گیرند — اشعارِ خودِ اوست که مَثَل شده‌اند و تا پیش از او گذشته‌ای نداشته‌اند و در شعرِ حافظ جان می‌گیرند.
تشخیص و تفکیکِ ارسال‌المثل‌های شعرِ حافظ کاری دشوار است؛ چراکه این عمل باید در میانِ اشعاری با اشاره‌هایی ساده و شعرهایی با مفاهیمِ پیچیدهٔ حِکْمی و عرفانی و نیز شناختِ احوال و افکارِ حافظ از میانِ دیوانِ او صورت پذیرد. در این میان، جایگاهِ مردمِ عادی و خوش‌ذوقی‌شان در دوره‌های گوناگون برای برگزیدن و خواندنِ مکررِ ابیاتی ویژه در موقعیت‌هایی خاص در زندگیِ روزمره، اهمیت فراوانی دارد. در این ارسال‌المثل‌ها از آرایه‌های ادبیِ مرتبط با پند و اندرز، اخبار و حِکَم، امثالِ سائِر، و ضرب‌المثل در ساختارِ شعر استفاده شده است. مثل‌های حکمی و تمثیلی به نظم و نثر نیز در این میان دیده می‌شود. در این ارسال‌المثل‌ها از مضامینی چون رموزِ اصطلاحاتِ خاصِ ایهام، تشبیه‌های غیرمستقیم، خطابِ عنادگونه و استهزا، نکته‌گویی و نکته‌سنجی، بهره‌گیری از واژگانِ غیرفصیح و نامأنوس و موسیقایی، ایجاز و نیز ترکیب‌های تازه بهره برده شده است. موضوعِ ارسال‌المثل‌های حافظ بسیار گسترده است. پاره‌ای از این موضوعات عبارتند از: اسرارِ خداوندی، مهربانی، سرنوشت، تشویق به خوش‌گذرانی، کوتاهیِ عمر، مردم‌فریبی، لقمهٔ شبهه‌ناک، زهدفروشی، تلاش و کوشش، غنیمت‌شماریِ زندگانی، احتیاط، گوشه‌نشینی، بی‌هنری، بی‌اعتباریِ دنیا، مناعتِ طبع، انتقاد، بی‌وفایی، رندی، مرگ، سخن‌چینی، غنیمت‌شماریِ فرصت، دعای مستمندان، نامحرم، سود و زیان، و واعظِ بی‌عمل.

### ترجمه‌ها
بر اساس کتابشناسی حافظ گردآوری مهرداد نیکنام — که نوشته‌ها دربارهٔ حافظ و دیوانش از آغاز تا سال ۱۳۶۷ را دربرمی‌گیرد — ترجمه‌های دیوان یا بخشی از آن به زبان‌های اردو، پنجابی، سندی، عربی، انگلیسی در هند و پاکستان، دیوان و گزیدهٔ آن، و تنظیمِ اشعار برای آواز به زبان‌های انگلیسی، فرانسه، آلمانی، روسی، ارمنی، بلغاری، چکی، چینی، دانمارکی، هلندی، فنلاندی، یونانی، مجاری، ایتالیایی، لاتین، لیتوانیایی، نروژی، لهستانی، پرتغالی، رومانیایی، صربی، سوئدی، اسپانیایی و ترکی در این سال‌ها به‌دست آمده‌است.
پس از خَیّام و رباعیاتش، حافظ و دیوانش بیشترین اثرگذاری را در قلمرو ادب عرب داشته است. ابراهیم امین شواربی، دانشجوی مصری، نخستین کسی بود که حافظ‌پژوهی را آغاز کرد. اغانی شیراز او غزلیات حافظ الشیرازی بخش عمدهٔ کار شواربی را شامل می‌شود که در دو مرحله چاپ شد. در ابتدای دههٔ ۱۳۴۰ ه‍.ش/۱۹۶۰ م، محمد فراتی از سوی وزارت فرهنگ سوریه مأمور شد تا ترجمهٔ آثار فارسی را به عربی انجام دهد. صلاح صاوی شاعر مصری در سال ۱۳۶۷ ه‍.ش/۱۹۸۸ م کتابی با عنوان دیوان العشق، شعر حافظ الشیرازی در تهران به چاپ رساند. محمدعلی شمس‌الدین شاعر لبنانی در کتاب شیرازیات ترجمهٔ ۷۵ غزل از حافظ را انجام داده است. شبلی دیوان حافظ را با عنوان حافظ الشیرازی بالعربیة شعراً ترجمه کرده است. احمد زکی ابوشادی نیز ۶۵ رباعی از رباعیات منسوب به حافظ را از نسخهٔ ترجمهٔ انگلیسی گرانمر بنگ در سال ۱۹۱۶ م به عربی ترجمه کرده است.
عبدالباقی گولپینارلی (د. ۱۹۸۲ م) از ایران‌شناسانِ نامدار، در سال ۱۹۴۴ م، دیوانِ حافظ را براساسِ نسخهٔ ۳۹۴۵ کتابخانهٔ ایاصوفیه در استانبول به‌تاریخ ۸۱۳ ه‍.ق و مقابله با نسخهٔ عبدالرحیم خلخالی چاپ‌شده در ۱۳۰۶ ه‍.ش، به‌همراه مقدمه‌ای مفصل و پیوست‌هایی به ترکی استانبولی ترجمه کرد که چندین بار چاپ شده است.
بسیاری از مردمِ شبه‌قارهٔ هند تا اوایلِ سدهٔ نوزدهمِ میلادی از زبان فارسی به‌عنوانِ زبانِ علمی و ادبی، و نیز از آثارِ فارسی استفاده می‌کردند. با گذشتِ زمان و رسیدن به میانه‌های این سده و کاهشِ شمارِ مخاطبانِ فارسی، نیاز به ترجمهٔ آثارِ ادبیاتِ فارسی به زبان‌های بومیِ شبه‌قاره احساس شد.
با توجه به شواهد، پس از ترجمهٔ لاتینِ گزیده‌ای از دیوان از سوی فِرانسیس مِنینْسْکی و ترجمهٔ لاتینِ غزلِ نخستِ دیوان به‌دست توماس هایْد، ویلیام جونْز نخستین کسی بود که بخشی از اشعارِ حافظ را به انگلیسی ترجمه کرد. او ۹ غزل، یک قطعه، یک رباعی و ابیاتی پراکنده را ترجمه کرد. او غزلِ «تُرکِ شیرازی» را به‌عنوانِ ترانه‌ای فارسی، هم به نثر و هم به نظم درآورد. نخستین کسی هم که ترجمهٔ فرانسویِ شعرِ حافظ را انجام داد، همو بود. این ترجمه، مقدمه‌ای برای مترجمانِ بعدی شد. در ادامه در سدهٔ هجدهم میلادی، ترجمهٔ قابل توجهِ دیگری انجام نشد، به‌جز ترجمهٔ جان نات که شایان توجه است. اما از ابتدای سدهٔ نوزدهمِ میلادی، اشعارِ حافظ بیشترین ترجمه را در میانِ آثارِ شاعرانِ فارسی به خود اختصاص داد. حضورِ انگلیسی‌ها در هند سببِ توجه و علاقهٔ آنان به زبان و ادبِ فارسی شد و در این میان ترجمهٔ اشعارِ حافظ، نشانهٔ نوعی برتریِ ادبی و فرهیختگی بود؛ به‌عنوان نمونه، جرج کرزن، ترجمهٔ ناهمگونی از غزلی از حافظ را در کتابش به‌نام ایران و قضیهٔ ایران جای داد. در عصرِ حاضر، علاقه به حافظ در بعضی جهات افزایش یافته است.
نخستین ترجمه‌های آلمانیِ شعرِ حافظ به‌دنبالِ ترجمه‌های انگلیسیِ ویلیام جونز انجام شد. در سال ۱۷۷۱ م و همزمان با اینکه این ترجمه به زبانِ آلمانی هم منتشر شد، ۱۶ غزل از سوی کارولی رویتسکی به لاتین ترجمه و منتشر شد. سپس‌تر در سال ۱۷۸۳ م ترجمهٔ تعدادی دیگر از غزل‌های حافظ به آلمانی از سوی رویتسکی منتشر شد. اثرِ اولِ رویتسکی بعدها توسط فریدل به آلمانی ترجمه و چاپ شد و این، نخستین گام در ترجمهٔ اشعارِ حافظ به زبانِ آلمانی بود. شدتِ توجه به حافظ سببِ برانگیختنِ شکایتِ هِردِر، کشیش و ادیبِ آلمانی شد که او را وادار کرد برای جلبِ توجه نسبت به سعدی، به ترجمهٔ قطعاتی از گلستان دست زند.
آشنایی با حافظ در حوزهٔ روسیه و شورویِ سابق بیش از سیصد سال سابقه دارد. همزمان با آشنایی با ادبیاتِ فارسی در دورهٔ کاترینِ دوم و ترجمهٔ آثارِ شرقی به‌واسطهٔ زبان‌های اروپایی — و به‌ویژه فرانسوی — به روسی، ترجمه‌هایی از دیوانِ حافظ انجام گرفت. جایگاهِ حافظ در فرهنگِ روسی، افزون بر شاعری بزرگ، جایگاهِ آزاداندیشی و نمونهٔ مبارزه با تزویر و ریاکاری است. آگاهیِ ادیبانِ روسی در نیمهٔ نخستِ سدهٔ نوزدهمِ میلادی، به‌واسطهٔ ترجمهٔ آلمانی و به‌ویژه دیوانِ غربی–شرقیِ گوته است. این اثرپذیری سببِ ترجمه‌هایی روسی از اشعارِ حافظ شد.
نخستین ترجمهٔ اشعارِ حافظ توسطِ پیِترو دلّا واله (د. ۱۶۵۲ م) جهانگردِ رُمی انجام شد. او در بازگشت از سفرش به ایران، در سال ۱۶۲۶ م نزد اوربان هشتم در رم و در مجلسی، ترجمهٔ چند شعر از حافظ را خواند و هنرش را با سبکِ غناییِ ویرژیل مقایسه کرد. احتمالاً این ترجمه نخستین ترجمهٔ اشعارِ حافظ در اروپا هم بوده است. مترجمانِ ایتالیایی به پیروی از واله — که سبکِ حافظ را با سبکِ پترارک مقایسه کرد — هنوز در ترجمهٔ دیوانِ حافظ به آثارِ پترارک رجوع می‌کنند. در سنجشِ ترجمه‌های ایتالیایی از دیوانِ حافظ با ترجمه‌های دیوان به زبان‌های دیگر در دو دههٔ اخیر، این نکته به چشم می‌آید که مترجمانِ ایتالیایی همواره سعی در ترجمهٔ شاعرانهٔ دیوانِ حافظ داشته‌اند تا نتیجه بتواند با اصلِ فارسیِ شعر به‌گونه‌ای برابر باشد. اشغالِ ایتالیا در سدهٔ هجدهمِ میلادی، سببِ کاهشِ توجه نسبت به حافظ و ترجمهٔ دیوان شد. ترجمه‌های این دوره اندک هستند و نیز ترجمه‌هایی از روی ترجمه‌های انگلیسی‌اند. در سال ۱۷۸۷ م، ترجمهٔ انگلیسیِ جان نات از اشعارِ حافظ به چاپ می‌رسد. این ترجمه دربردارندهٔ ۱۷ غزل، مقدمه و شرح حالی از حافظ است. در سال ۱۷۸۸ م، نویسنده‌ای گمنام نقدی بر این ترجمه در نشریهٔ «روزنامهٔ ادیبان» در شهرِ پیزا به چاپ می‌رسانَد. او ۴ غزل را از انگلیسی به ایتالیایی ترجمه، و اشعار حافظ را با آناکرئون، شاعر یونان باستان مقایسه می‌کند. او در نقدِ جان نات می‌گوید که وی ترجمه‌ای سطحی از کلامِ ژرفِ حافظ ارائه می‌دهد تا با زیبایی‌شناسیِ شعرِ انگلیسی هماهنگ باشد.
با وجودِ جمعیتِ بسیارِ اسپانیایی‌زبان در کشورهای مختلف، حافظ‌پژوهی رشته‌ای نسبتاً نوپا در این حوزه است. هرچند در این حوزه چندین کارِ پراکندهٔ ترجمه از چند بیت تا چند غزلِ حافظ از زبان‌های دیگر به اسپانیایی انجام شده است — که این آثار نیز معمولاً در حدِّ دست‌نویس، نسخهٔ خطی یا بخشی از مقاله‌های منتشرشده در مجلاتِ ادبی هستند — بااین‌حال ترجمه و نقدهای آن، کمتر از یک سده در حوزهٔ کشورهای اسپانیایی‌زبان سابقه دارد. در این میان یک استثنا وجود دارد و آن اثری است معروف از گاسپار مریا دِ ناوا آلوارث به «کنت نورونیا» (د. ۱۸۱۶ م)، سیاستمدار، نظامی و شاعرِ اسپانیایی. او این اثر را در اوایلِ سدهٔ نوزدهمِ میلادی در مجموعه‌ای با عنوانِ «اشعار آسیایی» نوشت. کنت نورونیا در این اثر ترجمهٔ اشعارِ شاعرانِ عرب، تُرک و ایرانی را از زبان‌های انگلیسی و لاتین به اسپانیایی ترجمه کرد. این اثر هفده سال پس از درگذشتش در سال ۱۸۳۳ م توسط چاپخانهٔ خولیو دیدوت در فرانسه چاپ شد و پنجاه سال بعد در ۱۸۸۲ م، بخشی از آن توسط بیبلوتکا اورنیورسال در اسپانیا به چاپ رسید. این اثر شامل ۳۶ غزل با ترجمه‌ای آزاد است. فدریکو گارسیا لورکا (د. ۱۹۳۶) از این ترجمهْ اثر گرفته است. نسخهٔ دست‌نویسِ ترجمهٔ کنت نورونیا سپس‌تر از سوی خانواده‌اش به کتابخانهٔ ملیِ اسپانیا اهدا شد. به‌جز ترجمهٔ کنت نورونیا، ترجمه‌های دیگر مربوط به سدهٔ بیستم و آغاز سدهٔ بیست و یکمِ میلادی هستند. هیچ‌یک از این ترجمه‌ها، ترجمهٔ کاملِ اشعارِ حافظ نیستند و نیز تنها سه مورد ترجمهٔ مستقیم از اصلِ اشعار هستند. باقیِ ترجمه‌ها، ترجمه‌های غیرمستقیم و از زبان‌های دیگر به اسپانیایی هستند. مترجمانِ برجستهٔ اشعارِ حافظ نیز کمتر از ده نفر هستند. درحال‌حاضر ۹ ترجمه از اشعار حافظ به اسپانیایی در کتابخانهٔ ملیِ اسپانیا موجود است که تقریباً همهٔ ترجمه‌ها در این زمینه را شامل می‌شود.
نخستین ترجمهٔ اشعارِ حافظ به زبانِ فرانسه، توسط ویلیام جونزِ انگلیسی در سال ۱۷۷۰ م صورت گرفت. او در پایانِ ترجمهٔ کتابِ دُرّهٔ نادری، ۱۳ غزل از حافظ را معرفی و ترجمه کرد. سپس‌تر در سال ۱۷۷۱ م توسط کارل امریش الکساندر دو رویچسکی در مرکزِ شرق‌شناسیِ وین، ترجمهٔ دیگری انجام شد. او در کتابی با عنوانِ نمونهٔ شعر فارسی، به ترجمه و شرحِ ۱۶ غزلِ حافظ پرداخت. مشورتِ رویچسکی با ویلیام جونزِ انگلیسی، سبب شد تا جونز — که پیشتر ۱۳ غزل از حافظ را در کتابِ دستور زبان فارسیِ خویش معرفی کرده بود — به ترجمهٔ ۱۰ غزل از حافظ دست زند و آنها را به فرانسه در «رساله دربارهٔ شعرِ آسیایی» در سال ۱۷۷۴ م و سپس در کتابِ تفسیرِ اشعارِ آسیایی، کتاب ششم به زبانِ لاتینی منتشر کند. در سال ۱۸۹۸ م، آلفونس نیکلا، چند غزل از حافظ را ترجمه و منتشر کرد، اما این اثر چندان بازتابی نداشت. در سدهٔ بیستمِ میلادی، اندک‌اندک ترجمه‌های بیشتری از اشعارِ حافظ انجام شد. این آثار توسطِ آشنایان با زبانِ فارسی صورت می‌گرفت که حتی مدتی در ایران زندگی کرده بودند. در سال ۱۹۲۲ م در پاریس، هانری پیاتسا اشعارِ حافظ را در کتابی با عنوانِ غزل‌های حافظ ترجمه و چاپ کرد. به‌نظر می‌رسد ترجمهٔ شارل دوویلر نیز که در همین سال و با همین عنوان منتشر شده، تکرارِ اثرِ پیاتساست. آرتور گی در ۱۹۲۷ م، اشعارِ حافظ را در کتابی با نام اشعارِ عاشقانه یا غزل‌ها ترجمه کرد. او در این اثر، مقدمه و یادداشت‌هایی برپایهٔ شرحِ سودی افزوده است.

### آثار هنری

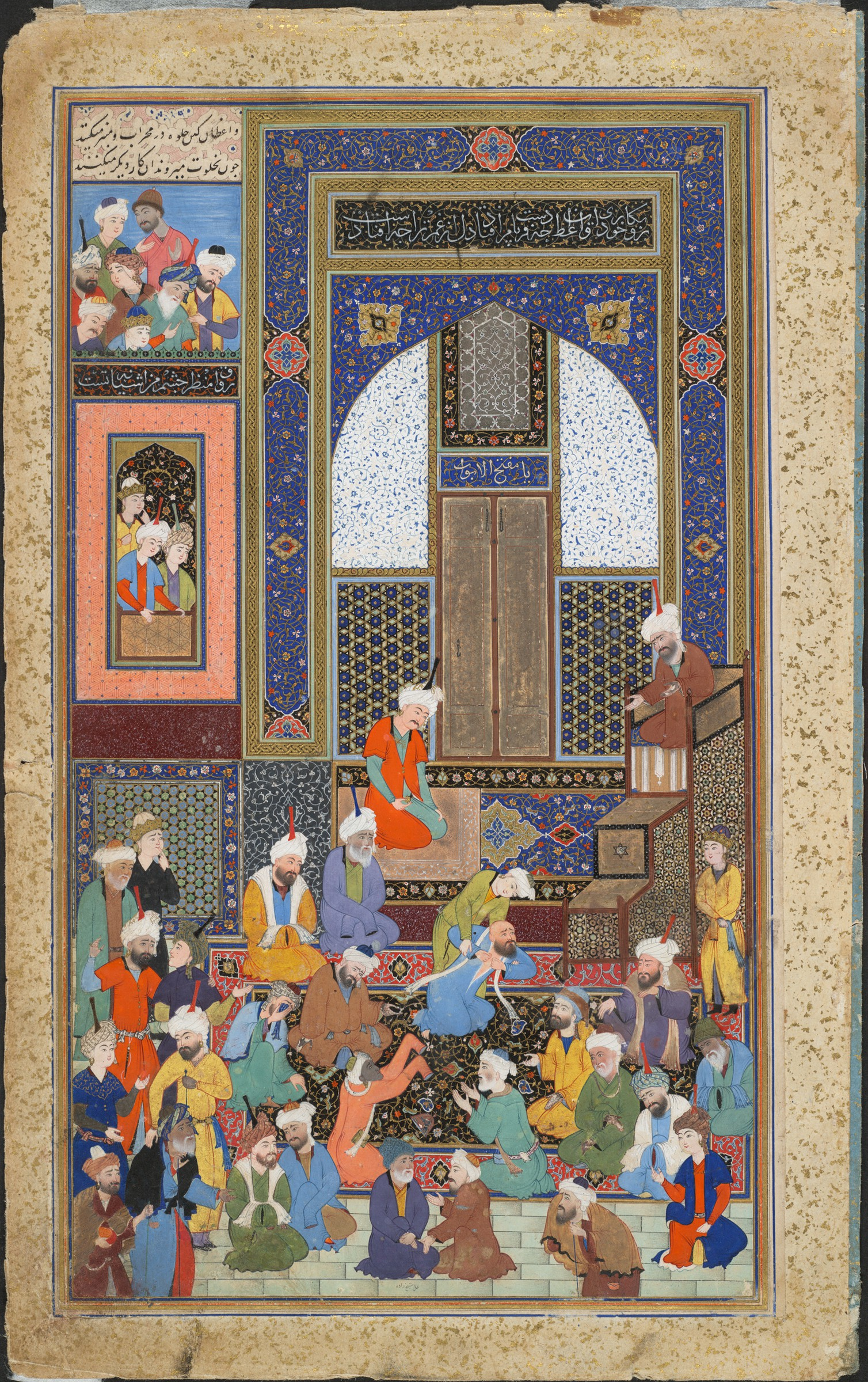
نگاره‌ای از غزل با مطلع «واعظان کاین جلوه در محراب و منبر می‌کنند» اثرِ شیخ‌زاده، نیمهٔ نخست سدهٔ ۱۶ میلادی، مکتب تبریز، دورهٔ صفوی

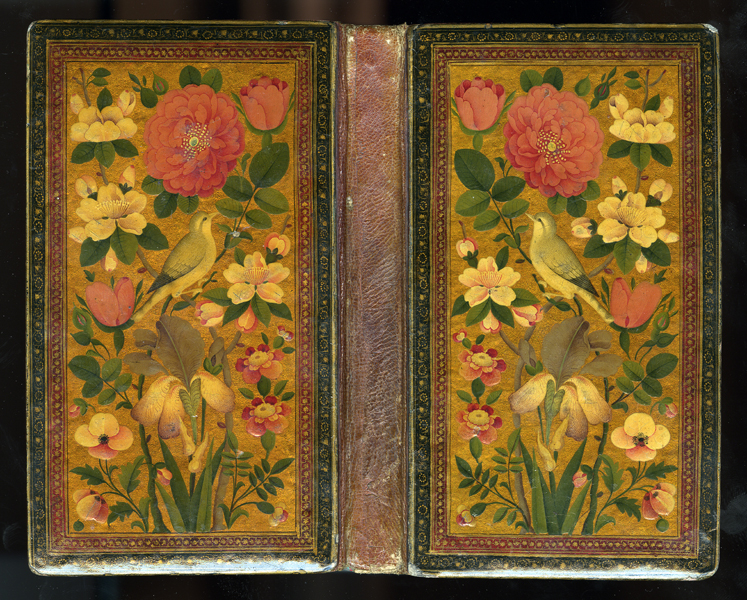
گل رز و بلبل در صحافی دیوان حافظ (ایران، ۱۸۴۲)

اثرگذاریِ حافظ بر زندگیِ ایرانیان را می‌توان در استمرارِ محبوبیتِ اشعارش از نسل‌های گذشته تاکنون و به‌کاررفتنِ این اشعار در گفتگوهای روزمره مشاهده کرد. این جاودانگی و محبوبیت، موجبِ بازتابِ بی‌همتایی در فرهنگ و هنرِ پارسی‌زبانان شده‌است و در آثارِ خوشنویسان، نگارگران، قالی‌بافان و هنرمندانِ بسیاری نمود پیدا کرده‌است.
غزل‌های حافظ الهام‌بخشِ بسیاری از نگارگران برای تبدیلِ زبانِ شعر به تصویر بوده‌است. اما به‌خاطرِ وجودِ پیچیدگی‌های کلامی و استعارات و ایهام‌های بسیاری که در اشعارِ حافظ وجود دارد، تصویرگریِ اشعارِ او پیچیده‌تر از تصویرگریِ اشعارِ شاعرانی چون فردوسی و نظامی است و ازاین‌رو نسبتِ دیوان‌های مصوّر به غیرمصوّر بسیار کم است. در نسخه‌های شناخته‌شده، یک یا چند بیت از یک غزل و حتی گاهی یک مصرع از یک بیت، مورد تصویرسازی قرار گرفته‌است. تصویرِ معروف‌ترِ آن، نگارهٔ بازیِ چوگان است که در بیشترِ نسخه‌ها به‌تصویر کشیده شده‌است. بعضی نگارگران نیز موضوعاتی مانند میخانه و مجلسِ وعظ و میکده را تصویر کرده‌اند و در مواردی که قدرتِ تصویرسازی و تخیّلِ بالایی داشته‌اند، موفق به تصویرسازیِ چند بیت از یک غزل شده‌اند. بسیاری از اشعارِ حافظ به‌صورت آرایه یا کتیبه بر روی آثارِ فلزی نقش بسته‌است. این ابیات نقشِ چشم‌گیری در تزیینِ ظرف‌های فلزی مانند پیاله، کاسه، جام، پارچ و همین‌طور اشیایی مانند خنجر و قلمدان دارد. اغلب اشعار روی اشیاء با کاربردِ شیء نیز هم‌خوانی دارد اما در مواردی هم اینگونه نیست. آثارِ حافظ به‌دلیل زبانِ شعر و موسیقی‌وار بودنش، جایگاه ویژه و درخشانی در عرصهٔ موسیقی ایرانی داشته است و دوشادوشِ او، شاعرانی چون سعدی، مولوی و جامی نیز در این عرصهٔ حضور داشتند.

## فال حافظ
فالِ حافظ به‌معنی استفاده از دیوانِ حافظ برای برای پیش‌گوییِ سرنوشت و رفعِ تردید و خوب یا بد بودنِ عاقبتِ کاری یا استعلام از احوالِ شخصِ غایبی است.
یکی از باورهای کهن و عمومیِ ایرانیان، فالِ نیک یا بد زدن با دست‌آویزی به رویدادها و اشیاء گوناگون بوده‌است. استخاره یا همان تفأل به قرآن نیز یکی از مرسوم‌ترین روش‌های تفأل است که پس از ظهورِ اسلام رایج شد و پس از آن نیز به دیگر آثارِ ادبی که تصور می‌شد نویسنده‌اش «بهره‌ای از کلام حق» دارد، گسترش یافت. پس از ظهورِ حافظ، تفأل به دیوانِ دیگر شاعران، بسیار کمتر، و دیوانِ حافظ جانشینِ آن‌ها شده است و نمونه‌های تفأل به دیوانِ شاعران پس از حافظ بسیار نادر و اندک است. با دور شدن از روزگارِ زندگانیِ حافظ، مقدس شدنِ شخصیت و شعرِ او بیشتر جلوه‌گر می‌شود. این دیوان نزد مردم چنان تقدسی یافته که گفته‌اند هرجا که پای اسلام رسیده است، در کنارِ قرآن، دیوانِ حافظ هم دیده می‌شود. این تقدس سبب جایز ندانستنِ تفأل با دیوانِ حافظ و حتی دست‌زدن به آن در گاهِ مستی شد. شهرتِ حافظ به «لسان‌ُالْغِیْب» باعث شد که خوانندگانِ دیوانش از همان دورانِ نزدیک به زندگانیَش، به دیوانش تفأل زنند و اعتقادِ حقیقی بدو و اشعارش پیدا کنند.
فال گرفتن از دیوانِ حافظ معمولاً در مناسبت‌هایی مانند عید نوروز، چهارشنبه‌سوری، شب چله، سیزده‌به‌در، چهارشنبهٔ آخرِ ماهِ صَفَر و سیزدهِ صفر انجام می‌شود. هنگامی که شخص نیتِ مشخصی دارد، مانند هنگامِ فراقِ یار یا انتظارِ آمدنِ شخصی یا پیش‌آمدنِ مشکلی برای عزیزی و یا چیرگیِ اندوهی بر وجودِ فردی، فال زدن رایج است. فال گرفتن از رسومِ جمعی و گروهی نیز است و ازاین‌رو آیین‌های مختلفی برای انتخابِ نوبتِ «قرعهٔ فال» رواج یافته که انتخابِ این شیوه‌ها خود نوعی سرگرمی است و در شهرهای مختف، روش‌های گوناگونی نیز دارد. جدول‌های ویژه‌ای به‌نام «فال‌نامه» وجود دارد که برپایهٔ دیوانِ حافظ ساخته شده و در مقدمه و پیوستِ بعضی از چاپ‌های دیوان یا بعضی دست‌نویس‌های کهنِ آن آمده‌است.

### توضیحات
1. ↑  باید در نظر داشت که شمار دست‌نویس‌های مشاهیری چون فردوسی، سنایی و عطار که هم در خراسان بزرگ و هم پیش از سدهٔ هفتم هجری می‌زیسته‌اند، بسیار بیشتر از آنچه هست باید باشد؛ اما حملهٔ مغول و تاتار به خراسان بزرگ سبب نابودی بسیاری از این آثار دست‌نویس شد. ببینید: میرانصاری، «حافظ»، دائرةالمعارف اسلامی، ۱۹:‎ ۷۳۸.

### ارجاعات
1. ↑  خرمشاهی، ذهن و زبان حافظ، ۲۶۵–۲۶۷.
2. ↑  Wickens, “Ḥāfiẓ”, Encyclopedia of Islam 2.
3. ↑  سجادی، «زندگی و روزگار حافظ»، دائرةالمعارف اسلامی، ۱۹:‎ ۵۹۲.
4. ↑  سجادی، «زندگی و روزگار حافظ»، دائرةالمعارف اسلامی، ۱۹:‎ ۵۹۲.
5. ↑  سجادی، «زندگی و روزگار حافظ»، دائرةالمعارف اسلامی، ۱۹:‎ ۵۹۲–۵۹۳.
6. ↑  سجادی، «زندگی و روزگار حافظ»، دائرةالمعارف اسلامی، ۱۹:‎ ۵۹۳.
7. ↑  معین، حافظ شیرین‌سخن، ۱:‎ ۴۹۸.
8. ↑  de Bruijn, “Hafez iii. Hafez’s Poetic Art”, Iranica.
9. ↑  ناتل خانلری، دیوان حافظ، ۲:‎ ۱۰۹۴.
10. ↑  محیط طباطبایی، دربارهٔ حافظ، ۱۰۸–۱۱۰.
11. ↑  زرشکیان، «وزن، ردیف، قافیه»، دانشنامهٔ حافظ، ۴:‎ ۲۵۶۵.
12. ↑  شمیسا، سبک‌شناسی شعر، ۲۴۶–۲۴۹.
13. ↑  شمیسا، سبک‌شناسی شعر، ۲۳۲–۲۳۳.
14. ↑  شمیسا، سبک‌شناسی شعر، ۲۳۳–۲۴۰.
15. ↑  خرمشاهی، «حافظ»، دائرةالمعارف اسلامی، ۱۹:‎ ۶۳۶.
16. ↑  خرمشاهی، «حافظ»، دانشنامهٔ زبان، ۲:‎ ۶۵۴.
17. ↑  خرمشاهی، «حافظ»، دائرةالمعارف اسلامی، ۱۹:‎ ۶۳۶–۶۳۷.
18. ↑  خرمشاهی، «حافظ»، دائرةالمعارف اسلامی، ۱۹:‎ ۶۳۷–۶۳۸.
19. ↑  پاکتچی، «حافظ»، دائرةالمعارف اسلامی، ۱۹:‎ ۶۳۹.
20. ↑  ضیاء، «اشعار الحاقی دیوان حافظ»، دانشنامهٔ حافظ، ۱:‎ ۱۷۸.
21. ↑  ضیاء، «اشعار الحاقی دیوان حافظ»، دانشنامهٔ حافظ، ۱:‎ ۱۷۹.
22. ↑  ضیاء، «اشعار الحاقی دیوان حافظ»، دانشنامهٔ حافظ، ۱:‎ ۱۷۹.
23. ↑  ضیاء، «اشعار الحاقی دیوان حافظ»، دانشنامهٔ حافظ، ۱:‎ ۱۷۹.
24. ↑  ضیاء، «اشعار الحاقی دیوان حافظ»، دانشنامهٔ حافظ، ۱:‎ ۱۷۹.
25. ↑  ضیاء، «اشعار الحاقی دیوان حافظ»، دانشنامهٔ حافظ، ۱:‎ ۱۷۹.
26. ↑  ضیاء، «اشعار الحاقی دیوان حافظ»، دانشنامهٔ حافظ، ۱:‎ ۱۸۰.
27. ↑  ضیاء، «اشعار الحاقی دیوان حافظ»، دانشنامهٔ حافظ، ۱:‎ ۱۷۸–۱۷۹.
28. ↑  ضیاء، «اشعار الحاقی دیوان حافظ»، دانشنامهٔ حافظ، ۱:‎ ۱۷۹.
29. ↑  ضیاء، «اشعار الحاقی دیوان حافظ»، دانشنامهٔ حافظ، ۱:‎ ۱۷۹.
30. ↑  ضیاء، «اشعار الحاقی دیوان حافظ»، دانشنامهٔ حافظ، ۱:‎ ۱۷۹.
31. ↑  ضیاء، «اشعار الحاقی دیوان حافظ»، دانشنامهٔ حافظ، ۱:‎ ۱۷۹.
32. ↑  ضیاء، «اشعار الحاقی دیوان حافظ»، دانشنامهٔ حافظ، ۱:‎ ۱۷۹.
33. ↑  ضیاء، «اشعار الحاقی دیوان حافظ»، دانشنامهٔ حافظ، ۱:‎ ۱۷۹–۱۸۰.
34. ↑  نیساری، «حافظ»، دانشنامهٔ زبان، ۲:‎ ۶۵۵.
35. ↑  Wickens, “Ḥāfiẓ”, Encyclopedia of Islam 2.
36. ↑  میرانصاری، «حافظ»، دائرةالمعارف اسلامی، ۱۹:‎ ۷۳۷–۷۳۸.
37. ↑  میرانصاری، «حافظ»، دائرةالمعارف اسلامی، ۱۹:‎ ۷۳۸.
38. ↑  Wickens, “Ḥāfiẓ”, Encyclopedia of Islam 2.
39. ↑  خرمشاهی، «حافظ»، دانشنامهٔ زبان، ۲:‎ ۶۵۸.
40. ↑  Yarshater, “Hafez i. An Overview”, Iranica.
41. ↑  شمس، «ادبیات کردی»، دائرةالمعارف اسلامی، ۱۹:‎ ۷۱۷.
42. ↑  آذرنوش، «در حوزهٔ زبان عربی»، دائرةالمعارف اسلامی، ۱۹:‎ ۶۷۷–۶۷۹.
43. ↑  بیات، «در شبه‌قاره»، دائرةالمعارف اسلامی، ۱۹:‎ ۶۶۹.
44. ↑  وفایی، «حافظ در شبه‌قاره»، دانشنامهٔ حافظ، ۲:‎ ۸۳۹–۸۴۴.
45. ↑  هاشم‌پور سبحانی، «در قلمرو عثمانی»، دائرةالمعارف اسلامی، ۱۹:‎ ۷۱۰.
46. ↑  نکوروح، «ترجمه‌های آلمانی»، دائرةالمعارف اسلامی، ۱۹:‎ ۶۹۳–۶۹۶.
47. ↑  عبدالله، «در قلمرو روسیه»، دائرةالمعارف اسلامی، ۱۹:‎ ۷۰۰.
48. ↑  عبدالله، «در قلمرو روسیه»، دائرةالمعارف اسلامی، ۱۹:‎ ۷۰۰.
49. ↑  اینجنیتو، «در ایتالیا»، دائرةالمعارف اسلامی، ۱۹:‎ ۷۰۲.
50. ↑  اینجنیتو، «در ایتالیا»، دائرةالمعارف اسلامی، ۱۹:‎ ۷۰۳.
51. ↑  پلّو، «زبان ایتالیایی»، دانشنامهٔ حافظ، ۲:‎ ۸۲۶.
52. ↑  پلّو، «زبان ایتالیایی»، دانشنامهٔ حافظ، ۲:‎ ۸۲۸.
53. ↑  ساجدی، «در فرانسه»، دائرةالمعارف اسلامی، ۱۹:‎ ۷۱۴–۷۱۵.
54. ↑  سپهر، مثل و مثل‌واره در شعر حافظ، ۱۰–۱۱.
55. ↑  دانشنامه، «سپهر»، مَثَل در دیوان حافظ، ۴:‎ ۲۱۹۱–۲۱۹۲.
56. ↑  نیکنام، کتابشناسی حافظ، ۱–۲۴۰.
57. ↑  آذرنوش، «در حوزهٔ زبان عربی»، دائرةالمعارف اسلامی، ۱۹:‎ ۶۷۷–۶۸۰.
58. ↑  هاشم‌پور سبحانی، «در قلمرو عثمانی»، دائرةالمعارف اسلامی، ۱۹:‎ ۷۱۳.
59. ↑  بیات، «در شبه‌قاره»، دائرةالمعارف اسلامی، ۱۹:‎ ۶۷۰.
60. ↑  کیوانی، «ترجمه‌های انگلیسی»، دائرةالمعارف اسلامی، ۱۹:‎ ۶۸۰–۶۸۱.
61. ↑  Loloi, “Hafez x. Translation in English”, Iranica.
62. ↑  کیوانی، «ترجمه‌های انگلیسی»، دائرةالمعارف اسلامی، ۱۹:‎ ۶۸۱.
63. ↑  Loloi, “Hafez x. Translation in English”, Iranica.
64. ↑  کیوانی، «ترجمه‌های انگلیسی»، دائرةالمعارف اسلامی، ۱۹:‎ ۶۸۰–۶۸۱.
65. ↑  نکوروح، «ترجمه‌های آلمانی»، دائرةالمعارف اسلامی، ۱۹:‎ ۶۸۷.
66. ↑  تقی‌پور، «زبان آلمانی»، دانشنامهٔ حافظ، ۲:‎ ۱۲۴۵.
67. ↑  نکوروح، «ترجمه‌های آلمانی»، دائرةالمعارف اسلامی، ۱۹:‎ ۶۸۷.
68. ↑  عبدالله، «در قلمرو روسیه»، دائرةالمعارف اسلامی، ۱۹:‎ ۶۹۸–۶۹۹.
69. ↑  اینجنیتو، «در ایتالیا»، دائرةالمعارف اسلامی، ۱۹:‎ ۷۰۲–۷۰۴.
70. ↑  شبیری، «ترجمه‌های اسپانیایی»، دائرةالمعارف اسلامی، ۱۹:‎ ۷۰۸.
71. ↑  شبیری، «زبان اسپانیایی»، دانشنامهٔ حافظ، ۱:‎ ۵۷۳–۵۷۴.
72. ↑  امینی‌فر، «زبان فرانسه»، دانشنامهٔ حافظ، ۱:‎ ۵۷۷.
73. ↑  ساجدی، «در فرانسه»، دائرةالمعارف اسلامی، ۱۹:‎ ۷۱۴–۷۱۶.
74. ↑  سمسار، «حافظ و هنر»، دائرةالمعارف اسلامی، ۱۹:‎ ۷۲۳.
75. ↑  سمسار، «حافظ و هنر»، دائرةالمعارف اسلامی، ۱۹:‎ ۷۲۳.
76. ↑  Soucek, “Hafez xii. the Visual Arts”, Iranica.
77. ↑  سمسار، «حافظ و هنر»، دائرةالمعارف اسلامی، ۱۹:‎ ۷۳۵.
78. ↑  دادجو، «خوش‌خوانی‌های شعر حافظ»، دانشنامهٔ حافظ، ۲:‎ ۹۹۸.
79. ↑  وفایی، «فال حافظ»، دانشنامهٔ حافظ، ۳:‎ ۱۸۴۱.
80. ↑  وفایی، «فال حافظ»، دانشنامهٔ حافظ، ۳:‎ ۱۸۳۹–۱۸۴۰.
81. ↑  وفایی، «فال حافظ»، دانشنامهٔ حافظ، ۳:‎ ۱۸۴۱–۱۸۴۳.